# Lucky Luke

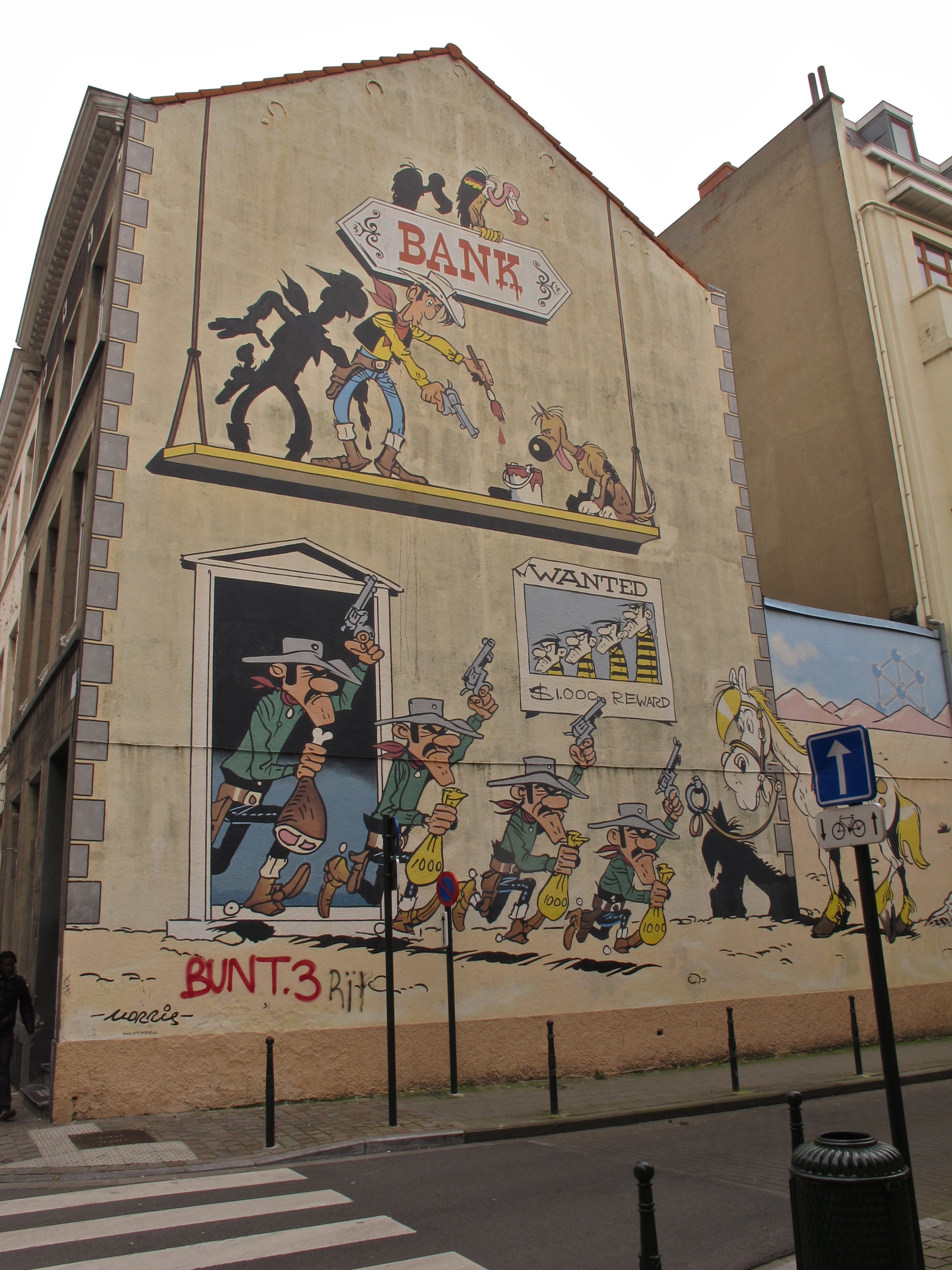
Lucky Luke, Rantanplan, die Daltons und Jolly Jumper. Wandgemälde in Brüssel

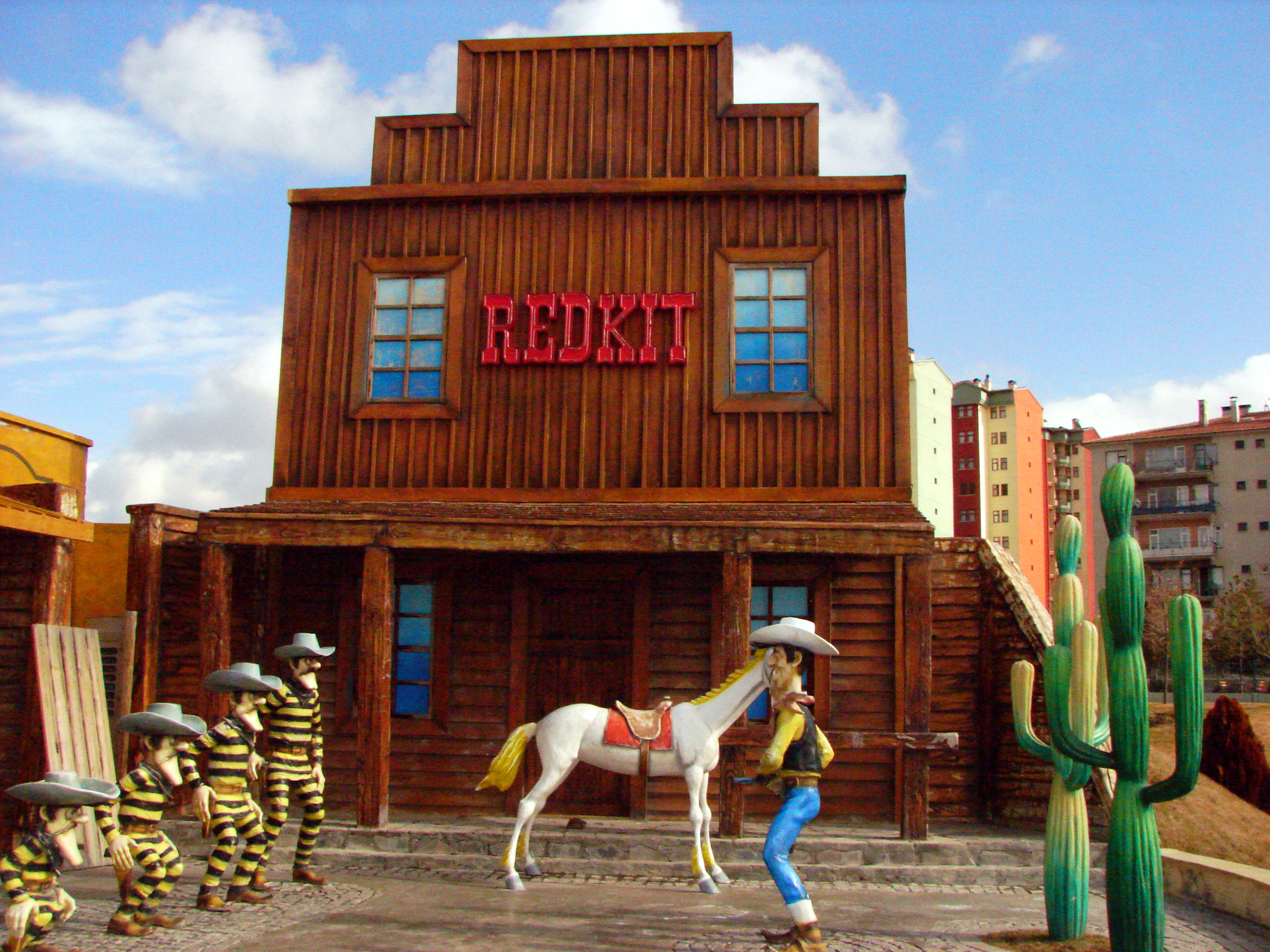
Lucky Luke im Duell mit den Daltons, im Hintergrund Jolly Jumper (Figuren in einem Freizeitpark in Ankara, 2007)

Lucky Luke ist die Titelfigur einer seit 1946 erscheinenden belgischen Comic-Serie des Zeichners Maurice De Bevere alias Morris. Sie ist mit mehr als 30 Millionen verkauften Alben in Deutschland die erfolgreichste Comic-Serie im Alben-Sektor nach Asterix und der bekannteste und erfolgreichste Western-Comic weltweit. Zu seiner Popularität haben neben den Comics auch Kino-Filme, Zeichentrick-Serien und Merchandise-Artikel beigetragen, wobei natürlich eine Wechselwirkung besteht.
Bis 1955 schrieb Morris die Geschichten noch selbst. Danach verfasste René Goscinny die Texte. Seit Goscinnys Tod 1977 wechseln die Autoren. Vor der Albenveröffentlichung erschien die Serie lange Zeit als Fortsetzungen im Magazin Spirou, danach vor allem in Pilote. Die erste deutsche Übersetzung erschien Ende 1958. Der letzte Lucky-Luke-Band von Morris erschien 2002, ein Jahr nach dessen Tod. Seitdem wird die Serie vom Zeichner Achdé gestaltet.

## Handlung
Die Comic-Geschichten handeln von den Abenteuern des einsamen Cowboys Lucky Luke, der im Wilden Westen für Recht und Ordnung sorgt. Dabei hat er es unter anderem mit diversen berühmten oder berüchtigten Wildwest-Legenden („Revolverhelden“), Indianerstämmen, der Kavallerie, verfeindeten Clans, schwierigen Siedlern, hitzköpfigen Dampfschiffern und vielen Banditen (aber v. a. den vier Daltons) zu tun. Einige Abenteuer finden auch außerhalb von Texas, in anderen US-Staaten, Mexiko oder Kanada statt. Am Ende der meisten seiner Abenteuer reitet Lucky Luke genregemäß auf seinem treuen Pferd Jolly Jumper dem Sonnenuntergang entgegen und singt sein Lied „I’m a poor lonesome cowboy and a long way from home“.

## Hauptfiguren

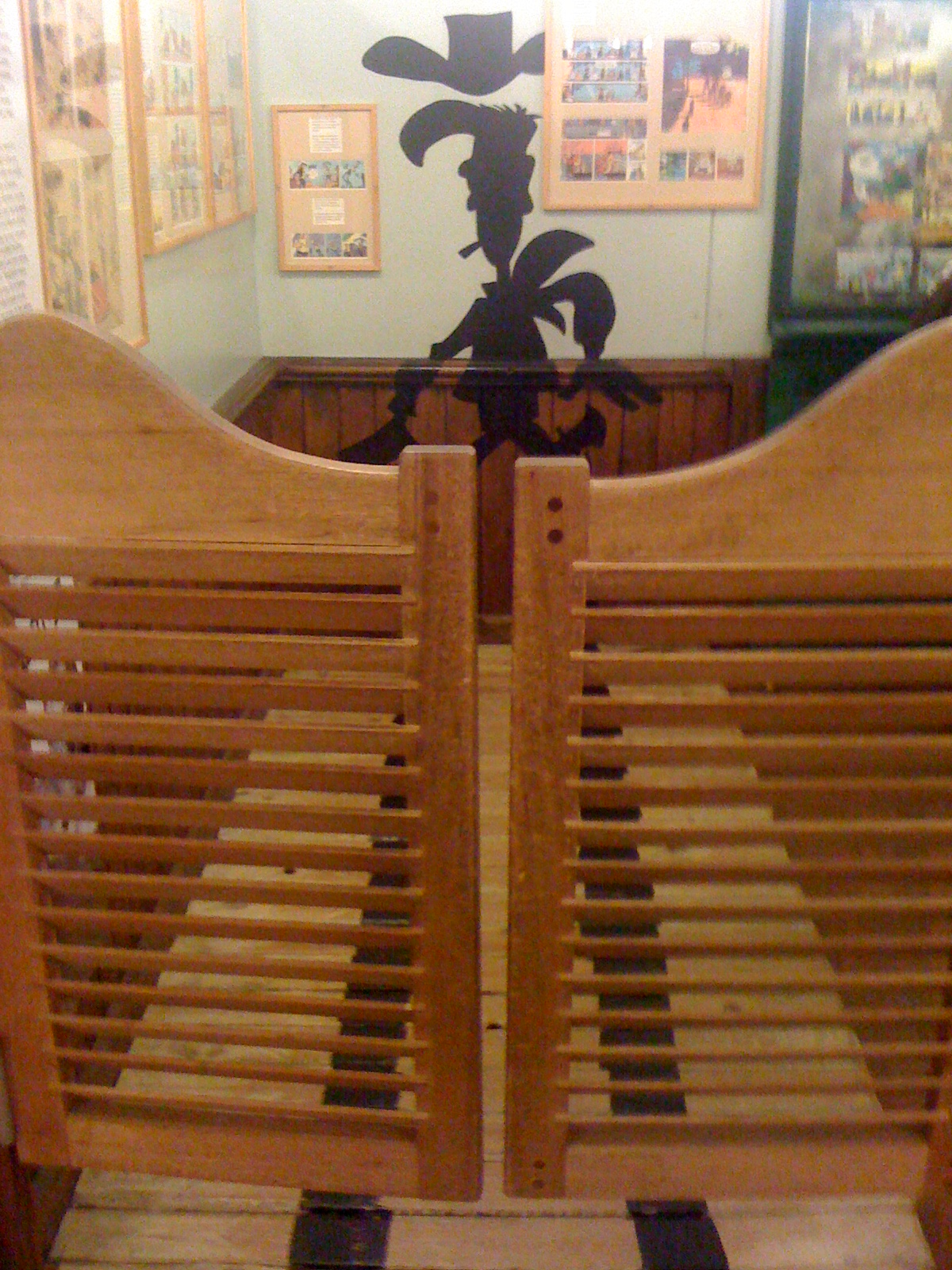
Lucky Lukes Schatten im Belgischen Comiczentrum

- Lucky Luke verkörpert den einsamen, rast- und heimatlosen Helden, der Verbrecher jagt, Armen und Benachteiligten hilft und immer auf der Seite des Gesetzes steht. Seine größte Begabung ist es, den Colt „schneller als sein eigener Schatten“ ziehen zu können. Ansonsten ist er eher wortkarg und macht kein Aufhebens um seine Heldentaten. Die eingenommenen Kopfgelder stiftet er für wohltätige Zwecke und nach seinen Taten verschwindet er schnell und unauffällig. In den Lucky-Kid-Bänden werden die Abenteuer des Waisenkindes als kleiner Junge mit seinen Freunden sowie seiner Pflegemutter und Saloon-Betreiberin Martha und dem Sheriff Elias, bei denen er im Ort Nothing Gulch aufgewachsen ist, dargestellt.

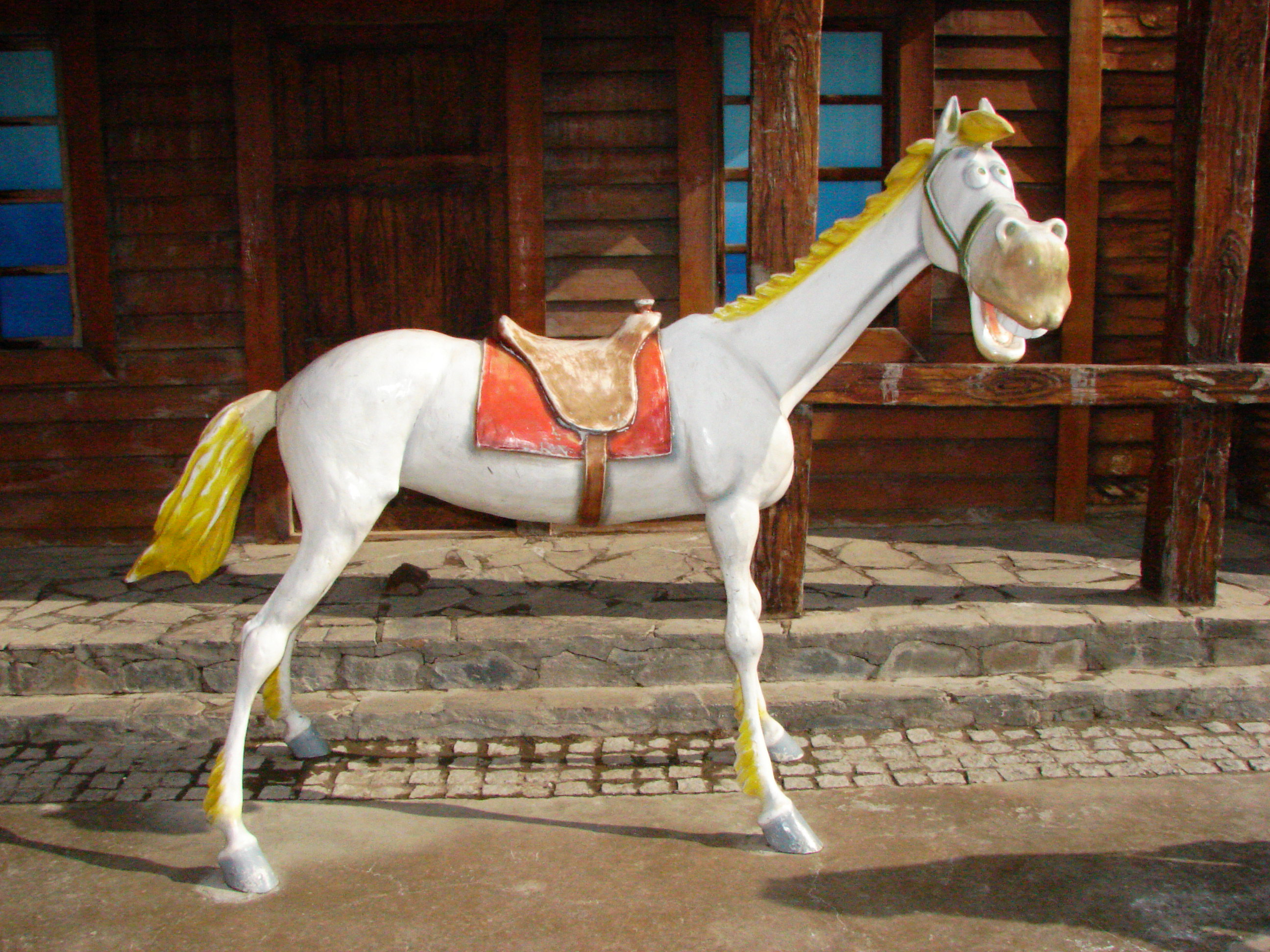
Jolly-Jumper-Figur in einem Freizeitpark in Ankara

- Jolly Jumper ist das Pferd Lucky Lukes und war von Anfang an dessen treuester Begleiter. Lucky Luke lernt ihn als Kind Lucky Kid im Band Am Fluss der rosa Biber kennen, als der Schimmel noch ein Fohlen ist. Jolly besitzt außergewöhnliche Fähigkeiten und rettet seinen Herrn oft aus schwierigen Situationen. Er kann allein einkaufen gehen, sich beschlagen lassen und selbstständig Wäsche aus dem Waschsalon holen, nimmt am liebsten „keinen Kaffee in den Zucker“, kann Schach spielen, Schlösser aufbrechen, Knoten öffnen, auf Bäume klettern, senkrechte Felswände erklimmen (samt Reiter), auf dem Hochseil gehen, schneller als sein Schatten laufen und sich selbst satteln. Seit der Geschichte Sur la piste des Dalton (dt.: Den Daltons auf der Spur) nimmt der Leser auch an Jolly Jumpers Gedanken teil, da dort auch erstmals ein „sprechender“ Hund auftauchte. Die oft zickigen Kommentare des Schimmels zu den Geschehnissen sind berüchtigt. Wenn Jolly Jumper zwischendurch nicht gebraucht wird, geht er schon mal angeln.

- Rantanplan ist der Wachhund des Gefängnisses, in dem Lucky Lukes Erzfeinde, die Daltons, meist ihre Haftstrafen verbüßen. Seinen Aufgaben als Wachhund sowie als Spürhund von Lucky Luke kommt er nur bedingt nach. Er tut fast grundsätzlich das Falsche, verwechselt meist Freund und Feind, Lob und Tadel sowie die Richtung der Fährten, die er verfolgen soll. Lucky Luke lernt jedoch im Laufe der Zeit, die Schwächen des Hundes richtig zu deuten, womit er letztendlich doch eine Hilfe darstellt. Rantanplan hatte 1960 in der Geschichte Den Daltons auf der Spur seinen ersten Auftritt. Eigenständige Geschichten werden in den Rantanplan Strips und seiner eigenen Serie Rantanplan geschildert.

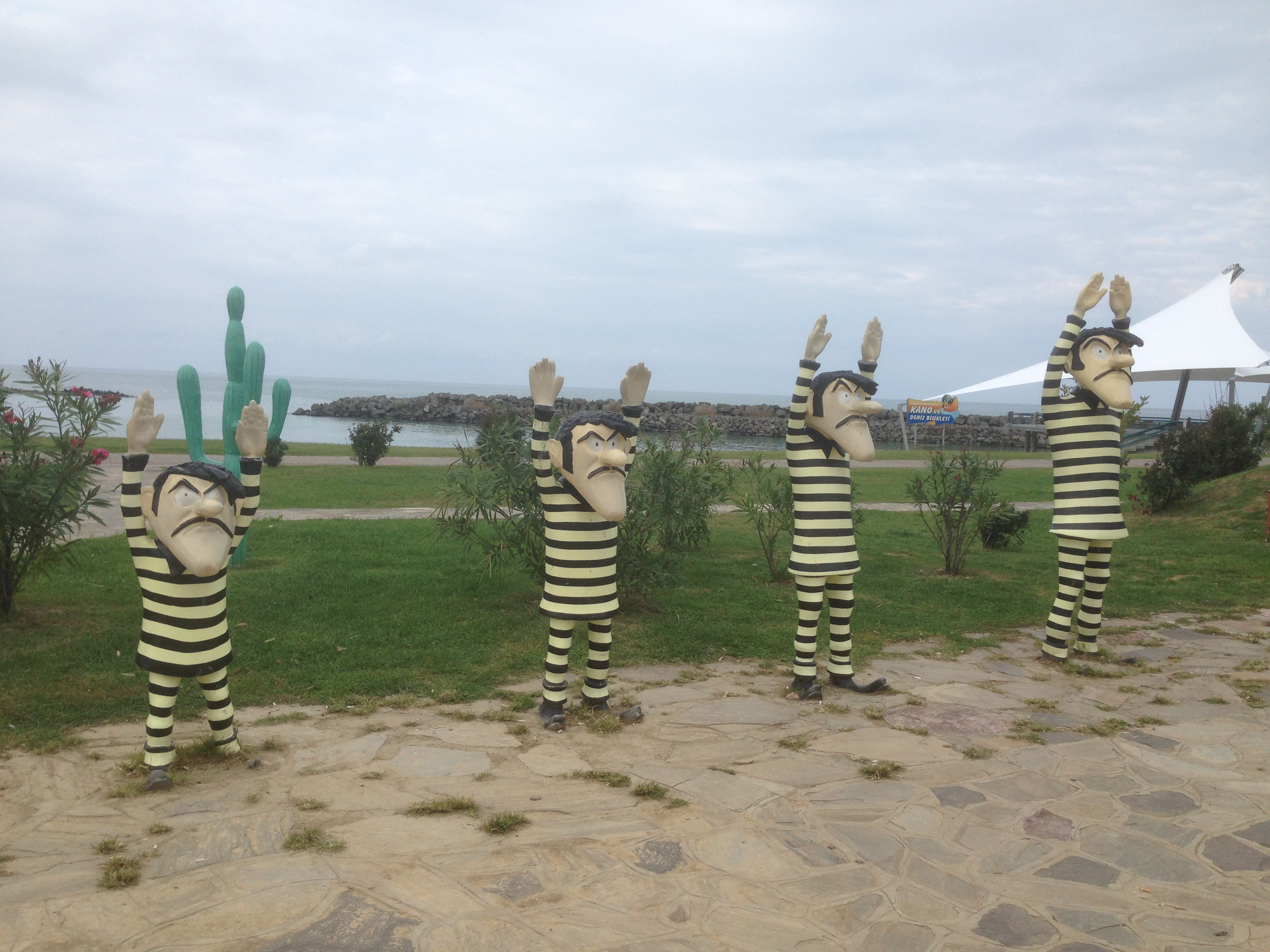
Dalton-Figuren in Samsun

- Die Dalton-Brüder (siehe Hauptartikel: Die Daltons) Joe, William, Jack und Averell, nach Größe gestaffelt wie Orgelpfeifen, stellen Lukes hartnäckigste Gegenspieler dar. Sie rauben meist Banken und Postkutschen aus und terrorisieren die Bürger. Es handelt sich um die Vettern der legendären Dalton-Brüder, die Lucky Luke in der Geschichte Hors-la-loi (dt. Die Gesetzlosen) ausgeschaltet hat. Da Morris in der Folgezeit oft gebeten wurde, die Daltons trotz ihres Todes am Ende der Geschichte erneut auftreten zu lassen, schufen er und Goscinny schließlich die noch dümmeren Vettern, die ständig aus dem Gefängnis ausbrechen, jedoch jedes Mal von Lucky Luke wieder eingefangen werden. Eines ihrer charakteristischen Merkmale ist demzufolge die schwarz-gelb quergestreifte Sträflingskluft, die sie oft auch in der (vorübergehenden) Freiheit weiter tragen. Joe, der kleinste und gemeinste der Daltons, ist der zu cholerischen Anfällen („Lucky Luke! Lucky Luke! Lucky Luke!“) neigende Anführer der Bande. Während William und Jack („Gaaanz ruhig, Joe!“) eher blass bleiben und so austauschbar sind, dass sie gelegentlich (auch von den Autoren) verwechselt werden, zeichnet sich der lange Averell („Wann gibt’s denn was zu essen?“) durch eine gewisse Gutmütigkeit aus (derweil in einem Band sich das Kopfgeld auf seine drei Brüder immer weiter steigert, ist seines absurd niedrig und sinkt nach und nach so weit, dass er gar nicht mehr gesucht wird) und durch einen gesegneten Appetit. Die Brüder werden erstmals kurz in dem Album Lucky Luke contre Joss Jamon (dt. Lucky Luke gegen Joss Jamon) vorgestellt (William dabei noch verkürzt zu Bill) und feiern ihr eigentliches Debüt im nachfolgenden Band Les cousins Dalton (dt.: Vetternwirtschaft). In einigen späteren Geschichten taucht auch Ma Dalton, ihre Mutter, auf. Sie zieht Averell den anderen Brüdern vor und beschützt ihn. Außerdem legt sie öfters den tobenden Joe übers Knie.

## Historische Bezüge und Anspielungen
Morris, Goscinny und die anderen Textverfasser entwarfen ein Lucky-Luke-Universum mit eigenen Regeln, in dem die Figuren orts- und zeitunabhängig agieren. Persönlichkeiten des Wilden Westens, die einander in Wirklichkeit wahrscheinlich nie kennengelernt haben, treffen in den Geschichten aufeinander und erleben gemeinsam Abenteuer. Selbst wenn man die historischen Hinweise aus Oklahoma Jim beachtet, um damit Lucky Lukes Geburtsjahr zu extrapolieren, muss man zur Kenntnis nehmen, dass er in anderen Alben zu dieser Zeit als Erwachsener bereits höchst aktiv war. So spielt Der singende Draht 1861 und damit zu Beginn des Amerikanischen Bürgerkrieges, die Aussage eines Großvaters in Stacheldraht auf der Prärie hingegen impliziert, dass dieser bereits Jahrzehnte zurückliegt.
Viele Abenteuer greifen also historische Begebenheiten oder Figuren auf, ohne diese allzu dokumentarisch wiederzugeben. Allgemein sind die Geschichten zumeist zwischen den 1860er- und 1890er-Jahren angesiedelt.

### An historische Personen angelehnte Figuren
- Die Daltons – Bob, Grat, Bill und Emmett – ehemalige Marshals, die zu Verbrechern wurden (Die Gesetzlosen, Erwähnung in Die Rückkehr der Brüder Dalton, Vetternwirtschaft, Erwähnung in Meine Onkel, die Daltons, Die Eskorte).
- Billy the Kid, bekannter Verbrecher und mehrfacher Mörder (Steckbrief in Die Gesetzlosen, Lucky Luke gegen Joss Jamon, Billy the Kid, Die Eskorte, Belle Starr, Der Mann aus Washington, Kurzauftritt in Jesse James).
- Calamity Jane, bekannte Wildwest-Heldin (Steckbrief in Die Gesetzlosen, Calamity Jane, Die Jagd nach dem Phantom, Die Daltons in der Schlinge, Lucky Luke gegen Joss Jamon, Erwähnung in Billy The Kid).
- Jesse James, sein Bruder Frank James und ihr Spießgeselle Cole Younger, bekannte Verbrecher und Mörder (Jesse James, Kurzauftritte (nur Jesse James) in Lucky Luke gegen Joss Jamon, Steckbrief in Die Gesetzlosen, Billy The Kid und Belle Starr).
- Roy Bean, Saloonbesitzer und selbsternannter Richter (Der Richter, Bild in Die Daltons in der Schlinge).
- Belle Starr, bekannte Räuberbraut (Belle Starr).
- Soapy Smith, amerikanischer Geschäftsmann und Gauner (Am Klondike).
- Wyatt Earp, selbsternannter Marshal, seine Brüder Morgan Earp und Virgil Earp sowie die Clanton-Sippe Old Man Clanton und seine Söhne Billy Clanton und Ike Clanton (O.K. Corral, der hier als dritter Sohn auftretende Frank hat kein historisches Vorbild, obwohl Old Man Clanton vier Söhne hatte, Erwähnung nur von Wyatt Earp in Oklahoma Jim und Ein Mann wie Wyatt Earp).
- Doc Holliday, Earps Freund, Zahnarzt, Spieler, Revolverheld und seine Helferin Big Nose Kate (O.K. Corral).
- William F. Cody, alias Buffalo Bill, Büffeljäger und Showmann (Der singende Draht, Der Pony Express, Der Daily Star, Eine Wildwest-Legende, Der Mann aus Washington, Kurzauftritt in die Daltons in der Schlinge).
- Annie Oakley, US-amerikanische Kunstschützin (Kurzauftritt in Eine Wildwest-Legende)
- Sitting Bull, Indianerhäuptling der Hunkpapa Lakota Sioux (Kurzauftritt in Eine Wildwest-Legende)
- Joshua Norton, amerikanischer Geschäftsmann mit Kaiser-Tick (als Smith in Der Kaiser von Amerika).
- Isaac Charles Parker, “Hanging Judge” (Belle Starr).
- George Maldon, Henker (Belle Starr).
- Abraham Lincoln, 16. Präsident der USA (Der singende Draht, Lucky Luke gegen Pinkerton, Erwähnung in Der Mann aus Washington, Erwähnung in O.K. Corral, Abbildung auf einem Fleißkärtchen [mit Porträts amerikanischer Präsidenten] in Oklahoma Jim).
- Andrew Johnson, 17. Präsident der USA (Erwähnung in Der Mann aus Washington).
- Ulysses S. Grant, 18. Präsident der USA (Die Brücke am ol’man river, Erwähnung in Belle Starr, Erwähnung in Der Mann aus Washington und als Usurpator in Der Kaiser von Amerika).
- Rutherford B. Hayes, 19. Präsident der USA (Sarah Bernhardt, Hauptperson in Der Mann aus Washington).
- Horace Greeley, Zeitungsverleger und Politiker (Der Daily Star).
- Black Bart, Postkutschenräuber (Die Postkutsche).
- Mark Twain, US-amerikanischer Schriftsteller (Die Erbschaft von Rantanplan, Der Mann aus Washington).
- Jack London, US-amerikanischer Schriftsteller (Der Daily Star, Am Klondike, kurz in High Noon in Hadley City).
- Frederic Remington, amerikanischer Maler und Bildhauer (Hauptperson in Der Kunstmaler).
- Sarah Bernhardt, französische Schauspielerin (Sarah Bernhardt, Erwähnung in Eine Wildwest-Legende).
- Brigham Young, Mormonenführer (Der singende Draht).
- William Hepburn Russell, Gründer des Pony-Express (Der Pony-Express).
- Edwin L. Drake, erster US-Amerikaner, der erfolgreich nach Erdöl bohrte (Im Schatten der Bohrtürme).
- Adolphe und Arthur Caille, Erfinder des Spielautomaten „Black Cat“ (Der einarmige Bandit).
- Edward F. Beale, Leiter des US Army Camel Corps (Die Kamel-Mine).
- Hadschi Ali, arabischer Kameltreiber (Die Kamel-Mine).
- Louis-Adélard Sénécal, Präsident zweier kanadischer Eisenbahnlinien (Schikane in Quebec).
- Levi Strauss, Erfinder der Jeans (Schikane in Quebec, Das gelobte Land).
- James Eads, Ingenieur (Die Brücke am ol’man river).
- Hiawatha, Indianerhäuptling (Der Kunstmaler).
- Mattie Silks, eigentlich Martha Ready, Bordellbesitzerin (als Saloongirl in Am Klondike).
- Sigmund Freud tritt nicht direkt auf, wird am Ende des Bands Die Daltons und der Psycho-Doc jedoch erwähnt.
- Allan Pinkerton, schottischstämmiger Detektiv (Lucky Luke gegen Pinkerton, Pinkertondetektive in Jesse James).
- Washakie, Häuptling der Shoshonen (Der singende Draht).
- Cochise und Geronimo, Häuptlinge der Apachen, treten nicht auf, werden aber namentlich erwähnt (Der Apachen-Canyon).
- Henry Morton Stanley und David Livingstone, Afrikaforscher, (Der Daily Star).
- Bass Reeves, erster Schwarzer US Marshal (Fackeln im Baumwollfeld).
- Frederick Pabst, deutscher Unternehmer und Bierbrauer (Letzte Runde für die Daltons)

### An historische Begebenheiten angelehnte Geschichten
- Lucky Luke reitet für den Pony-Express (Der Pony-Express).
- Er begleitet eine Postkutsche der Wells Fargo (Die Postkutsche).
- Er wirkt beim Aufbau von Telegrafenleitungen mit (Der singende Draht).
- Er hilft beim Bau des Eisenbahnnetzes (Die Eisenbahn durch die Prärie).
- Er sorgt für die Fertigstellung der Eads Bridge bei Saint Louis über den Mississippi (Die Brücke am ol’man river).
- Er leitet die Besiedlung Oklahomas (Auf nach Oklahoma).
- Er führt Siedlertrecks in neu zu erschließende Gebiete (Kalifornien oder Tod).
- Er ist beim Goldrausch in Alaska zugegen (Am Klondike).
- Er erlebt den Ölrausch in Titusville mit (Im Schatten der Bohrtürme).
- Er gerät zwischen die Clan-Fronten des fiktiven O’Timmins-O’Hara-Konfliktes, der auf der realen Hatfield-McCoy-Fehde basiert (Familienkrieg in Painful Gulch).
- Der Band 71 O.K. Corral spielt auf den berühmten Gunfight at the O.K.Corral in Tombstone, Arizona, am 26. Oktober 1881 zwischen den verfeindeten Clans der Clantons und der Earps (unter Führung von Wyatt Earp) an.
- Im Band 97 Ein Cowboy in Paris reist er zur Konstruktion der Freiheitsstatue nach Paris, trifft deren Erbauer Frédéric-Auguste Bartholdi und Gustave Eiffel und begegnet zahlreichen Figuren der Pariser Kunstszene wie Victor Hugo, Claude Monet, Arthur Rimbaud und Paul Verlaine. Dann begleitet er deren (stürmische) Überführung in die USA und wohnt der Einweihung im Hafen von New York im Jahr 1886 bei. Der Band weist zudem eine Fülle literarischer Anspielungen auf die Literaturgeschichte auf (u. a. Madame Bovary).
- Im 2020 erschienenen, tagespolitisch („Black Lives Matter“) aufgeladenen Fackeln im Baumwollfeld (dt. Album 99) spielt der Ku-Klux-Klan die Rolle der Antagonisten. Auch hier entsteht ein Anachronismus, da US-Marshal Bass Reeves erst 1875 in den Polizeidienst trat, während die erste Zeit der Bewegung des KKK um 1871 durch staatliche Bekämpfung endete und erst 1915 wieder aufflammte. Der Band spielt kurz nach Ende des Sezessionskrieges, also in der zweiten Hälfte der 1860er-Jahre.
- Im 2024 erschienenen Band Letzte Runde für die Daltons wird Milwaukee als deutsch geprägte Brauereihochburg gezeichnet.

## Sonstige Anspielungen und Parodien

### Anspielungen auf Filme und Filmschauspieler
In fast jedem Band wird neben den Figuren mit einem realen Hintergrund aus dem Wilden Westen auf Filmschauspieler und Western-Filme angespielt. Oft kann der ganze Plot eines Albums als direkte Parodie auf die berühmtesten Filme des Genres gelesen werden, meist sind die Haupt-Nebenfiguren des Heftes deutlich an amerikanische Stars angelehnt.
- In Lucky Luke gegen Phil Steel tritt Jack Palance als Lukes Gegenspieler auf, angelehnt an seine Rolle im Film Shane (dt. Mein großer Freund Shane, 1953).
- In Lucky Luke gegen Joss Jamon hat Jean Gabin einen Cameo-Auftritt.
- Dopey aus Auf nach Oklahoma! ist eine Karikatur des Schauspielers Michel Simon.
- Der Name des im Album Den Daltons auf der Spur erstmals auftretenden Gefängnishunds Rantanplan persifliert den von Rin Tin Tin.
- Im Band Lucky Luke reitet für die 20er Kavallerie wird Randolph Scott durch die Gestalt des Colonel McStraggle persifliert. Die Handlung erinnert auch an den Western Rio Grande.
- Calamity Janes gestresster Benimmlehrer ist David Niven.
- Das Album Die Postkutsche orientiert sich lose am Film Stagecoach (dt. Ringo, 1939). Während John Carradine im Film wie auch im Album den Part des Berufsspielers einnimmt, haben Kutscher Wallace Beery und Barkeeper Alfred Hitchcock nichts mit diesem Western-Klassiker zu tun. Letzterer hat wie in seinen Filmen auch im Album nur ein Cameo.
- Für den Band Das Greenhorn soll sich Goscinny bei seinem Szenario an der klassischen Western-Komödie Ruggles of Red Gap (Ein Butler in Amerika mit Charles Laughton, 1935) orientiert haben. Wegen der großen inhaltlichen Unterschiede ist das eher unwahrscheinlich – eigentlich ist nur die Figur des Butlers Jasper annähernd vergleichbar. Die Handlung des Filmes Verflucht, verdammt und Halleluja (mit Terence Hill, 1972, auch unter dem Titel Ein Gentleman im Wilden Westen) hat allerdings weitgehende Parallelen zu diesem Band – die Drehbuchautoren haben also entweder dieselben Quellen wie Morris benutzt oder sich direkt an dem mehrere Jahre zuvor erschienenen Lucky-Luke-Band orientiert.
- In Dalton City und Daisy Town hängen im Saloon ein Schild mit der Aufschrift „Schießen Sie nicht auf den Pianisten“. Das ist eine Anspielung auf den französischen Filmklassiker Tirez sur le pianiste (dt. Schießen Sie auf den Pianisten) von François Truffaut (1960).
- Der Direktor des Western Circus ist W. C. Fields, der auch in einer kleineren Nebenrolle als “Doc Smith” in Die Dalton-Ballade (dt. Band 49) auftritt; in beiden Fällen wird Fields (vermeintliche oder echte) Affinität zum Alkohol aufgegriffen.
- Der Kopfgeldjäger im gleichnamigen Band ist eine Parodie auf Lee Van Cleef. Die Medizinmann-Masken entsprechen im Aussehen Frankensteins Monster in der Interpretation von Boris Karloff.
- In Der weiße Kavalier tritt John Barrymore auf und hört auf den ähnlich klingenden Namen Baltimore.
- In Der singende Draht arbeitet Brian Donlevy für die Gegenseite.
- Im Band Der einarmige Bandit trägt ein namenloser Kleingangster die Gesichtszüge von Louis de Funès und parodiert auch dessen Verhalten aus vielen seiner Filme.
- Die Handlung des Bandes Die Verlobte von Lucky Luke erinnert an die des Westernfilms Westward The Women (dt. Karawane der Frauen, 1951). In beiden Werken ziehen heiratswillige Frauen zur für die Partnersuche ergiebigeren Westküste und suchen sich ihre zukünftigen Ehemänner vorab anhand von Fotografien aus.
- In Die Geister-Ranch ist neben Christopher Lee (als „Mister Chris Lee“!) und Groucho Marx auch das Motel aus Psycho zu sehen (im Comic die „Bates-Ranch“ nach Norman Bates, der Hauptfigur des Films). Auch Alfred Hitchcock wird des Öfteren parodiert.
- High Noon in Hadley City ist eine Parodie auf den Western-Klassiker High Noon (dt. Zwölf Uhr mittags, 1952).
- Im ersten Lucky-Kid-Album kommt ein Paar vor, das mit einem Klavier aus Neuseeland einwandert (Anspielung auf den Film Das Piano). Der Colonel der Kavallerie heißt Costner, einer der Sergeants Keitel.
- Im Band Am Klondike suchen Lucky Luke und sein Freund Waldo in Alaska Unterschlupf in einer kleinen baufälligen Hütte, die an einem Abgrund steht. Die Hütte inklusive Innenausstattung ist die aus dem Film The Gold Rush (dt. Goldrausch, 1925) von und mit Charlie Chaplin. Lucky Luke findet sogar einen alten Schuh in einem Topf, was ihm den ebenfalls auf den Film anspielenden Kommentar entlockt, dass die Vorbesitzer nicht zu Ende gegessen hätten. Später im selben Band hat auch Chaplins Tramp ein Cameo.
- In Die Daltons in der Schlinge treten Kirk Douglas und John Wayne als Kutscher in Nebenrollen auf. Bezeichnenderweise hören die beiden auf ihre echten Vornamen. Zu Beginn der kurzen Reise mahnt Kirk mit den Worten „Beeilung! Ich will den letzten Zug nach Gun-Hill nicht verpassen.“ zur Eile. Dies ist eine Anspielung auf den Film Last Train from Gun Hill (dt. Der letzte Zug von Gun Hill, 1958), einen der wenigen Western mit Kirk Douglas. John seinerseits erklärt aufmunternd: „Keine Sorge, Luke! Ich hab meine Bibel und mein Gewehr!“ Das ist eine Anspielung auf den französischen Verleihtitel Une bible et un fusil des Films Rooster Cogburn (dt. Mit Dynamit und frommen Sprüchen, 1975). Die gepanzerte Kutsche ist eine Anspielung auf den Film The War Wagon (dt. Die Gewaltigen, 1967), in dem die beiden Schauspieler die Hauptrollen spielen. Als Parodie auf das Klischee des wortkargen Westernhelden kann die Aufforderung von John an Lucky Luke verstanden werden, während eines monotonen Ritts etwas zu erzählen. Zum Schluss ihres kurzen Auftritts müssen Kirk und John aufgrund von Indianerüberfällen ihre Kutsche aufgeben. Während des Sprungs vom Kutschbock auf die Pferde ruft John: „Dabei nennt man mich den Quiet Man“. In der mit zwei Oscars ausgezeichneten Komödie The Quiet Man (dt. Der Sieger, 1952) spielt John Wayne entgegen seiner Rollenfestlegung auf Westernhelden einen Boxer auf Brautschau. Ebenfalls wurde Elizabeth Taylor als Liz, die Schneiderstochter und berüchtigte Herzensbrecherin, ablehnende, mögliche Heiratskandidatin der Daltons gelistet.

### Anspielungen auf Comics und Comicschaffende
- In den frühen Lucky Luke-Abenteuern aus den 1940er-Jahren karikierte Morris seine Zeichnerkollegen André Franquin, Will und Eddy Paape.
- In Lucky Luke gegen Joss Jamon tritt René Goscinny als Bandenmitglied Wechsel-Pete auf. Außerdem haben die Figuren Red Ryder und Little Beaver des US-Zeichners Fred Harman ein Cameo.
- Im Band Auf nach Oklahoma! ist eine Kuh mit einem „Wählt Culliford“-Plakat versehen. Pierre Culliford ist besser bekannt unter seinem Künstlernamen Peyo.
- In Den Daltons auf der Spur haben Jerry Spring und Pancho von Jijé ein Cameo. In Die Daltons bewähren sich sucht Rantanplan das ganze Album über nach dem Namen Lucky Lukes, um schließlich bei Jerry Spring anzukommen.
- Lukes Gegenspieler Barry Blunt in Im Schatten der Bohrtürme ist eine Karikatur auf den Buck-Danny-Zeichner Victor Hubinon.
- Im Band Die Daltons auf dem Kriegspfad sagt der Apache auf S. 25 den Satz „Hubahuba! Hopp! Hopp!“ – der Ruf des Marsupilamis.
- Im Band Die Daltons im Blizzard geben sich die Daltons als die Brüder Jones aus. Dabei handelt es sich um eine Hommage an den Comic-Künstler Elzie Segar (Popeye) und dessen Figur J. Wellington Wimpy, zu deren Standardsätzen „My name is Jones … I’m one of the Jones boys“ gehörte.
- Verleger Josh Belly in Billy the Kid ist eine Karikatur auf den damaligen Lucky-Luke-Verleger Paul Dupuis.
- Im Band Jesse James erinnern die beiden Pinkerton-Detektive sowohl vom Erscheinungsbild als auch in puncto Intelligenz an Schulze und Schultze aus Tim und Struppi.
- Im Band Western Circus wollen sich die Indianer für die Europa-Tournee des Zirkus mit Pemmikan eindecken – eine klare Anspielung auf den ebenfalls von Goscinny getexteten Comic Umpah-Pah, wo der indianische Titel-Held das auf seiner Europa-Reise genauso macht.
- Im Band Der Kaiser von Amerika hört eine Figur auf den Namen Uderzo.
- Im Band Die Daltons in der Schlinge gibt es auf Seite 20 ein nächtliches Festmahl, das deutlich an diejenigen bei Asterix erinnert (inkl. gefesseltem Barden!). In der deutschen Übersetzung beginnt der zugehörige Bildtext mit „Wie es die Tradition bei allen unbeugsamen Stämmen verlangt …“, ebenfalls eine Anspielung auf Asterix und die unbeugsamen Gallier.
- Im Animationsfilm Tous à l’Ouest von 2007 treten René Goscinny und Morris als Hotelangestellte auf und tragen auch ihre jeweiligen Vornamen. Dabei ist „René“ eindeutig ein Bewunderer Lucky Lukes, während sich „Maurice“ etwas skeptischer zeigt.

## Sonstiges

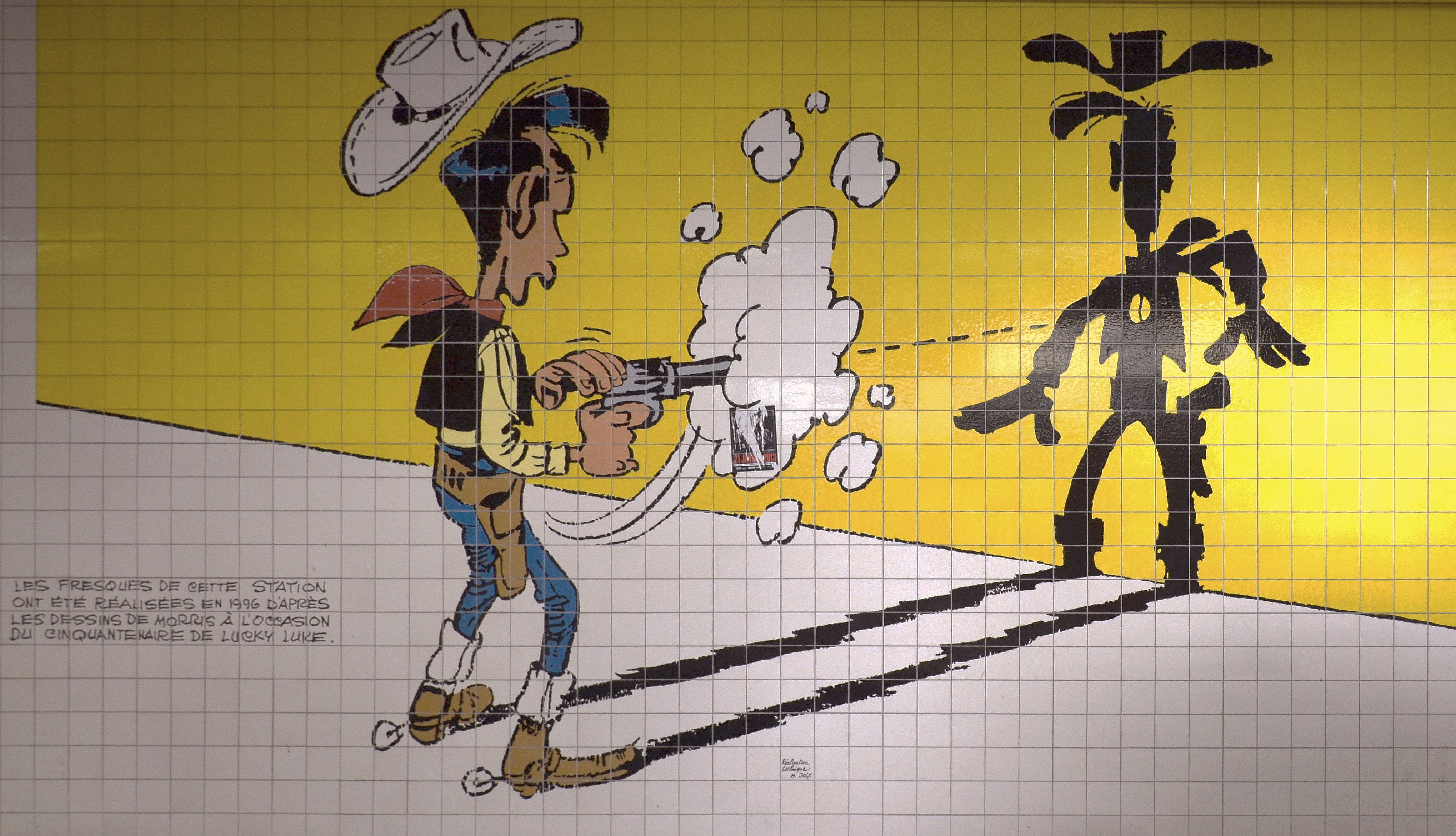
Der Mann, der schneller zieht als sein Schatten: Dieses Bild findet sich auf der Rückseite der meisten Lucky-Luke-Alben (hier an der Wand einer Metrostation in Charleroi, Belgien)

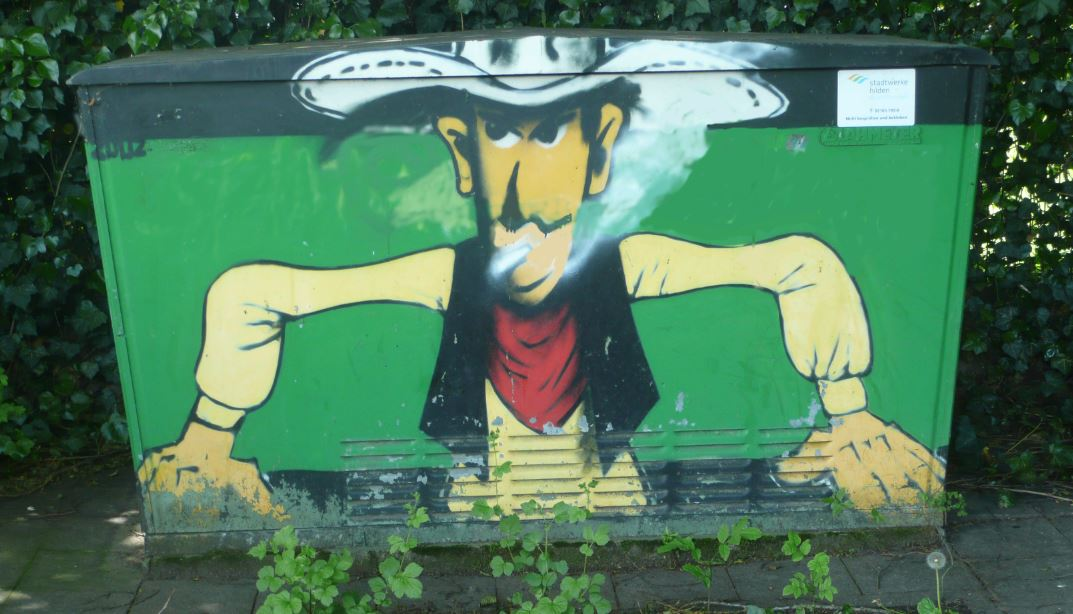
Rauchender Lucky Luke. Graffito in Hilden, Dorotheenpark

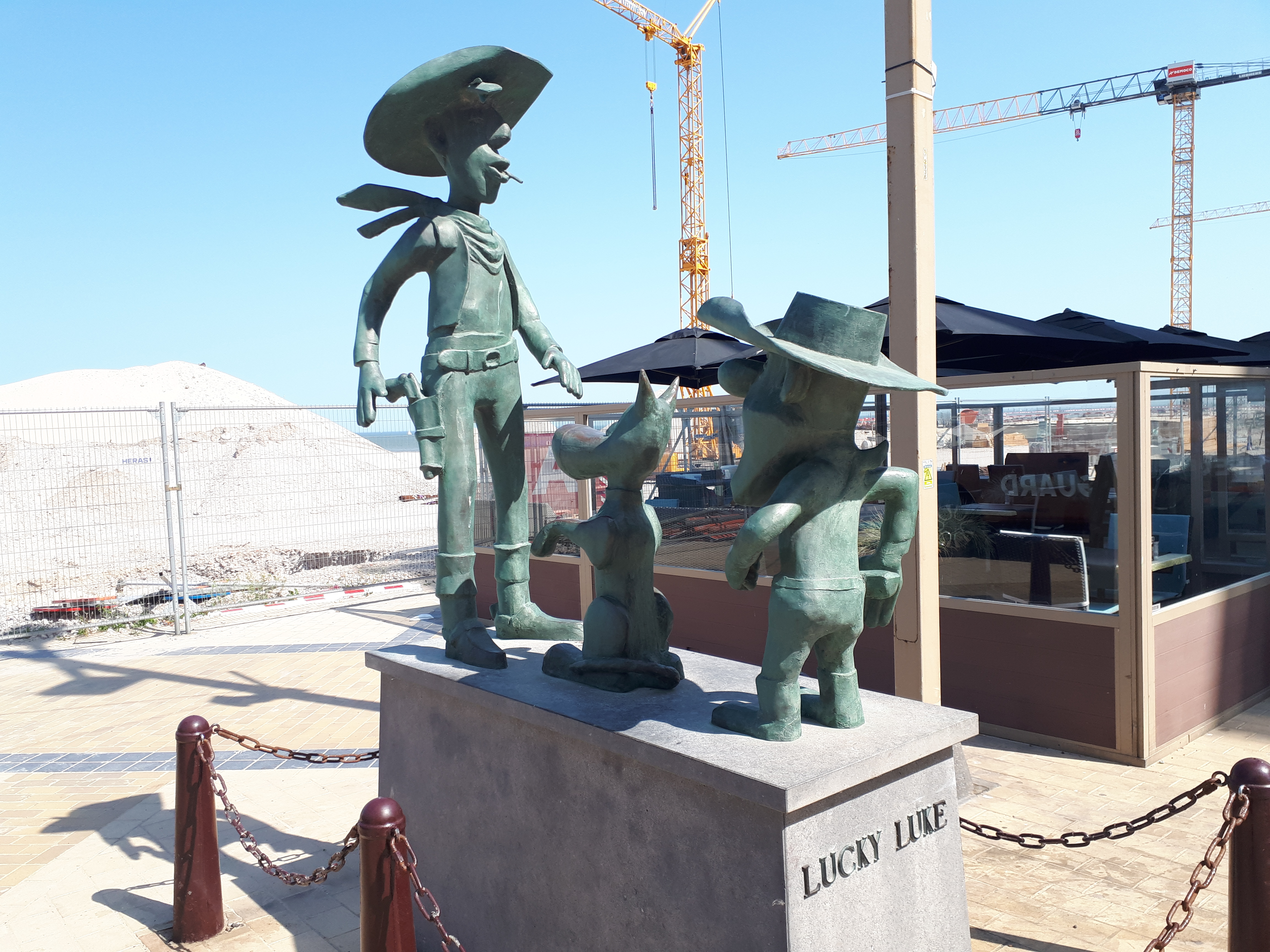
Statue von Lucky Luke, Rantanplan und Joe Dalton (v. l.) in Middelkerke

- Lucky Lukes Markenzeichen ist es, schneller zu ziehen als sein Schatten. Auf der Rückseite der Alben ist Luke abgebildet, wie er Schießübungen macht. Der Schatten hat dabei den Revolver noch nicht gezogen.
- Vor seinem Tod hatte Morris verfügt, dass die Serie weitergeführt werden solle. Den Zuschlag bekam der Zeichner Achdé. Ende 2003 veröffentlichte er den ersten neuen Band, eine Kurzgeschichte mit dem Titel Der französische Koch.
- Lucky Luke hat im Laufe seines Lebens das Rauchen eingestellt. Der Autor wurde 1988 mit einem Spezialpreis der Weltgesundheitsorganisation ausgezeichnet, weil er Lucky Luke das Rauchen 1983 erfolgreich abgewöhnt hatte. Heute hat Lucky Luke meist einen Grashalm statt einer Zigarette im Mund.
- Ebenso wie das Rauchen hat sich Lucky Luke im Laufe der Zeit das Töten abgewöhnt. Während in den ersten Geschichten gelegentlich Personen gewaltsam zu Tode kamen (einige von ihnen auch durch die Hand Lucky Lukes), fügte sich Morris schließlich der Zensur, die ihn zuvor bereits mehrfach gezwungen hatte, Szenen abzuändern, die als für Kinder und Jugendliche zu gewalttätig befunden worden waren. „Auf lange Sicht ist daraus ein Spiel geworden“, so Morris. „Wir suchten nach Lösungen, nach Gags, nach Umkehrungen einer Situation, um zu vermeiden, dass Lucky Luke tötete.“[2]
- Im April 2012 startete der Deutsche Sparkassen- und Giroverband eine Werbekampagne für kontaktloses Bezahlen und dem Werbeslogan „Schneller zahlen als dein Schatten“ mit der Figur Lucky Luke.[3]

## Veröffentlichungsgeschichte

### Lucky Luke im Original
Die erste Lucky-Luke-Geschichte (Arizona 1880, 20 Seiten) erschien am 14. November 1946 im Spirou Almanach 1947. In Belgien und Frankreich wurde Lucky Luke anschließend bis 1968 im Magazin Spirou vorveröffentlicht, von 1968 bis 1973 in Pilote, 1974/1975 in seinem eigenen Magazin Lucky Luke, 1975/1976 in Tintin, danach in verschiedenen Publikationen. Im Anschluss daran wurden die Geschichten in Albenform herausgegeben, von wenigen Ausnahmen abgesehen in chronologischer Reihenfolge. Die ersten 31 Alben (bis einschließlich Tortillas pour les Dalton) kamen durchgängig nummeriert bei Dupuis heraus, die weiteren Alben bis Band 59 (darunter auch die beiden noch bei Dupuis in Spirou veröffentlichten Geschichten La diligence und Le pied-tendre) erschienen unnummeriert bei Dargaud. Ab 1991 (Band 60) fungierte Lucky Productions als Verleger, seit 2000 (Band 70) erscheint der Cowboy bei Lucky Comics. Die Fortführung der Reihe ab 2004 mit Achdé als Zeichner läuft unter dem vollständigen Titel „Les Aventures de Lucky Luke d’après Morris“, mit neuer Zählung ab Nr. 1 („La Belle Province“).

### Veröffentlichungsgeschichte in den deutschsprachigen Ländern

#### Semrau-Verlag (1958–1961)
Im Hamburger Semrau-Verlag wurden in der Zeitschrift Der heitere Fridolin Geschichten aus den ersten elf Dupuis-Alben erstmals in deutscher Sprache veröffentlicht. Darunter befanden sich neben kürzeren frühen Abenteuern auch Des Rails sur la Prairie, Lucky Luke et Phil Defer „Le Faucheux“ und Lucky Luke contre Joss Jamon. Die letztgenannte Geschichte wurde wegen der Einstellung des Magazins nicht mehr vollständig abgedruckt.

#### Kauka-Verlag (1965–1973)
Rolf Kauka veröffentlichte ausschließlich Lucky Luke-Material aus Spirou, von Jours de round-up (1950) bis Le pied-tendre (1968). Der Cowboy erschien hier in Fortsetzungen (in Lupo oder Lupo modern, Tip Top, Primo und Fix und Foxi), ummontiert ins Taschenbuch-Format mit teilweise schlechten zeichnerischen Hinzufügungen (in Fix und Foxi Extra und Fix und Foxi super, das ab Nr. 36 als Taschenbuch herauskam) sowie in abgeschlossenen Geschichten in Heft- (Fix und Foxi super TIP TOP) und erstmals Albenform (Fix und Foxi Album). Die meisten Abenteuer wurden bei Kauka zweimal veröffentlicht, in unterschiedlicher Übersetzung. Jolly Jumper hieß in diesen Veröffentlichungen Rosa, Rantanplan Sheriff. Die Titelbilder wurden in der Regel völlig neu gezeichnet, zumindest aber retuschiert, und die Signatur des Zeichners meistens entfernt. Die unzensierte Version der ersten beiden Seiten des Albums Billy the Kid war auf Deutsch lange Zeit nur in der Kauka-Version zu haben (in Fix und Foxi super Tip Top #11), ebenso die Urversion von Grabuge à Pancake Valley (in Fix und Foxi Extra #6, dort allerdings ummontiert), bis sie auch in der Lucky-Luke-Gesamtausgabe veröffentlicht wurde. Häufig werden Kaukas Taschenbuchformatierungen von Lucky Luke heute als Kuriosa bezeichnet, wobei übersehen wird, dass es auch bei Koralle und Carlsen Taschenbuchformatierungen gab.

#### Koralle-Verlag (1972–1978)
Ähnlich wie bei Kauka kamen die Abenteuer im Koralle-Verlag als Fortsetzungsgeschichten in der Zeitschrift Zack, im TB-Format (Zack Parade, teilweise erheblich gekürzt) sowie im Album heraus. Da Koralle zunächst nur die Lizenz-Rechte von Dargaud erwerben konnte, erschienen hier zunächst nur die Lucky Luke-Geschichten aus Pilote, so dass Lucky Luke in den Jahren 1972 und 1973 gleichzeitig bei Kauka (das Dupuis-Material, s. o.) und Koralle auf Deutsch erschien. In der Alben-Reihe Zack Comic Box erschienen als Nummern 3, 5 und 7 die drei Abenteuer Dalton City, Chasseur de primes und Le grand duc. Wegen der hohen Nachfrage wurde eine eigene Alben-Reihe mit Lucky Luke abgespalten und beginnend mit Band 4 nummeriert. In den Bänden 11 bis 14 kam die Bezeichnung Zack Album dazu. In den Alben wurden vorwiegend neue Geschichten veröffentlicht, während in Zack auch viel von Kauka bekanntes Material neu übersetzt wurde. Bei den Alben war man bereits um eine sehr gute Darstellung bemüht. Die Übersetzung hatte noch einen gewissen Schliff, ähnlich wie bei Kauka, hielt sich aber schon mehr an das Original. Die Titelblätter bestanden teilweise aus Alternativentwürfen von Morris oder aus vergrößerten Zeichnungen aus dem betreffenden Album. Die Rückseiten einiger Alben enthielten Kurzbiographien von Morris und Goscinny; bei Kauka wurde die ausländische Herkunft dieser Comics in den 1960er Jahren verschleiert. Koralle verlor zunächst die Alben-Rechte an Ehapa (s. u., Band 14 erschien 1976 noch bei Koralle, Ehapa setzte die Serie 1977, die Koralle-Nummerierung übernehmend, ab Band 15 fort). Im Magazin wurde der Comic noch bis 1978 in Zack veröffentlicht, bevor auch hier die Rechte wechselten und die Serie ab 1979 von Yps (s. u.) veröffentlicht wurde.

#### Ehapa-Verlag (seit 1977)
Seit 1977 erscheinen die Alben bei Ehapa, wo sie bei Bedarf nachgedruckt werden. Anfangs zeichnete noch das Ehapa/Dargaud-Gemeinschaftskonstrukt Delta als Verlag verantwortlich, mit dem Dargaud seine Lizenzserien von anderen Ehapa-Publikationen abgrenzen wollte (ironischerweise veröffentlichte Delta auch Dupuis-Material). Um Missverständnisse im Vertrieb zu vermeiden – die Koralle-Alben waren 1977 noch erhältlich – setzte Ehapa die Nummerierung der Alben bei Nummer 15 fort. Neben den neuen Alben, die unmittelbar nach Verfügbarkeit übersetzt wurden, kamen zwischendurch auch alle alten Alben ab dem 10. von Dupuis heraus, zuzüglich der 14 vormals bei Koralle erschienenen. Die ersten neun Alben kamen zunächst als gebundene Sonderausgaben (Lucky Luke Classics, 1990–1995) und seit 2004 im Rahmen der Gesamtausgabe heraus. Mittlerweile wurden sie teilweise auch in die reguläre Reihe integriert. Die Texte der regulären Alben unterscheiden sich geringfügig von denen aus der Gesamtausgabe oder den Classics.
Etwa 45 Seiten Comic-Material (aus der Zeit 1950 bis 1988) wurden weder in Frankreich noch in Deutschland in den regulären Alben veröffentlicht. Auf Französisch sind diese Blätter im Buch L’Univers de Morris enthalten, in Deutschland kamen sie in der Gesamtausgabe bei Ehapa zum Abdruck, wo sie chronologisch eingeordnet wurden. Dabei handelt es sich unter anderem um Kurzgeschichten aus Risque-Tout, eine Blattvariante aus Lucky Luke gegen Joss Jamon, das wiedergefundene Blatt 105, Stil-Vergleiche mit anderen Zeichnern oder sonstige Unikate.

#### Weitere Verlage
Gelegentlich kam es zu Publikationen außerhalb der genannten Verlage (Comic Forum, ein eigenes Lucky-Luke-Magazin mit 15 Ausgaben beim Bastei-Verlag, 16/22-Taschenbücher beim Carlsen Verlag oder Fortsetzungen in Yps und dem neuen Zack, das ab 1999 wieder erschien). Zudem war Lucky Luke Bestandteil von Sammelreihen (Klassiker der Comic-Literatur oder BILD-Comic-Bibliothek).

## Liste der Comic-Alben
Die folgende Tabelle gibt einen kurzen Vergleich der französischen Chronologie mit den deutschen Alben (Nr. 1 bis 14 aus dem Koralle-Verlag, ab Nr. 15 im Ehapa-Verlag).
| Französische Ausgabe                                      | Französische Ausgabe                      | Französische Ausgabe                                  | Französische Ausgabe | Französische Ausgabe | Deutsche Ausgabe | Deutsche Ausgabe                          | Deutsche Ausgabe |
| Band                                                      | Titel                                     | Text                                                  | Zeichnung            | Jahr                 | Band             | Titel                                     | Jahr             |
| --------------------------------------------------------- | ----------------------------------------- | ----------------------------------------------------- | -------------------- | -------------------- | ---------------- | ----------------------------------------- | ---------------- |
| Lucky Luke                                                |                                           |                                                       |                      |                      |                  |                                           |                  |
| 0                                                         | La bataille du Riz                        | René Goscinny                                         | Morris               | 1969                 | 78               | Die Reisschlacht                          |                  |
| 1                                                         | La mine d’or de Dick Digger               | Morris                                                | Morris               | 1949                 | –                | Die Goldmine von Dick Digger              |                  |
| 2                                                         | Rodéo                                     | Morris                                                | Morris               | 1951                 | –                | Rodeo                                     |                  |
| 3                                                         | Arizona                                   | Morris                                                | Morris               | 1951                 | –                | Arizona 1880                              |                  |
| 4                                                         | Sous le ciel de l’Ouest                   | Morris                                                | Morris               | 1952                 | 85               | Texas und kein Ende                       |                  |
| 5                                                         | Lucky Luke contre Pat Poker               | Morris                                                | Morris               | 1953                 | 87               | Lucky Luke gegen Pat Poker                |                  |
| 6                                                         | Hors-la-loi                               | Morris                                                | Morris               | 1954                 | 81               | Die Gesetzlosen                           |                  |
| 7                                                         | L’élixir du docteur Doxey                 | Morris                                                | Morris               | 1955                 | 86               | Das Elixier von Doc Doxey                 |                  |
| 8                                                         | Lucky Luke et Phil Defer                  | Morris                                                | Morris               | 1956                 | 83               | Lucky Luke gegen Phil Steel               |                  |
| 9                                                         | Des Rails sur la Prairie                  | René Goscinny                                         | Morris               | 1957                 | 79               | Die Eisenbahn durch die Prärie            |                  |
| 10                                                        | Alerte aux Pieds-Bleus                    | Morris                                                | Morris               | 1958                 | 51               | Der falsche Mexikaner                     |                  |
| 11                                                        | Lucky Luke contre Joss Jamon              | René Goscinny                                         | Morris               | 1958                 | 24               | Lucky Luke gegen Joss Jamon               |                  |
| 12                                                        | Les Cousins Dalton                        | René Goscinny                                         | Morris               | 1959                 | 21               | Vetternwirtschaft                         |                  |
| 13                                                        | Le juge                                   | René Goscinny                                         | Morris               | 1959                 | 31               | Der Richter                               |                  |
| 14                                                        | Ruée sur l’Oklahoma                       | René Goscinny                                         | Morris               | 1960                 | 29               | Auf nach Oklahoma                         |                  |
| 15                                                        | L’évasion des Dalton                      | René Goscinny                                         | Morris               | 1960                 | 17               | Die Daltons brechen aus                   |                  |
| 16                                                        | En remontant le Mississippi               | René Goscinny                                         | Morris               | 1961                 | 20               | Am Mississippi                            |                  |
| 17                                                        | Sur la piste des Dalton                   | René Goscinny                                         | Morris               | 1962                 | 23               | Den Daltons auf der Spur                  |                  |
| 18                                                        | À l’ombre des derricks                    | René Goscinny                                         | Morris               | 1962                 | 32               | Im Schatten der Bohrtürme                 |                  |
| 19                                                        | Les rivaux de Painful Gulch               | René Goscinny                                         | Morris               | 1962                 | 26               | Familienkrieg in Painful Gulch            |                  |
| 20                                                        | Billy the Kid                             | René Goscinny                                         | Morris               | 1962                 | 37               | Billy The Kid                             |                  |
| 21                                                        | Les collines noires                       | René Goscinny                                         | Morris               | 1963                 | 59               | Die schwarzen Berge                       |                  |
| 22                                                        | Les Dalton dans le blizzard               | René Goscinny                                         | Morris               | 1963                 | 25               | Die Daltons im Blizzard                   |                  |
| 23                                                        | Les Dalton courent toujours               | René Goscinny                                         | Morris               | 1964                 | 60               | Die Daltons auf dem Kriegspfad            |                  |
| 24                                                        | La Caravane                               | René Goscinny                                         | Morris               | 1964                 | 39               | Kalifornien oder Tod                      |                  |
| 25                                                        | La ville fantôme                          | René Goscinny                                         | Morris               | 1965                 | 64               | Goldrausch!                               |                  |
| 26                                                        | Les Dalton se rachètent                   | René Goscinny                                         | Morris               | 1965                 | 30               | Die Daltons bewähren sich                 |                  |
| 27                                                        | Le vingtième de cavalerie                 | René Goscinny                                         | Morris               | 1965                 | 19               | Lucky Luke reitet für die 20er Kavallerie |                  |
| 28                                                        | L’escorte                                 | René Goscinny                                         | Morris               | 1966                 | 44               | Die Eskorte                               |                  |
| 29                                                        | Des barbelés sur la prairie               | René Goscinny                                         | Morris               | 1967                 | 34               | Stacheldraht auf der Prärie               |                  |
| 30                                                        | Calamity Jane                             | René Goscinny                                         | Morris               | 1967                 | 22               | Calamity Jane                             |                  |
| 31                                                        | Tortillas pour les Dalton                 | René Goscinny                                         | Morris               | 1967                 | 28               | Tortillas für die Daltons                 |                  |
| 32                                                        | La diligence                              | René Goscinny                                         | Morris               | 1968                 | 15               | Die Postkutsche                           |                  |
| 33                                                        | Le pied-tendre                            | René Goscinny                                         | Morris               | 1968                 | 16               | Das Greenhorn                             |                  |
| 34                                                        | Dalton City                               | René Goscinny                                         | Morris               | 1969                 | 36               | Dalton City                               |                  |
| 35                                                        | Jesse James                               | René Goscinny                                         | Morris               | 1969                 | 38               | Jesse James                               |                  |
| 36                                                        | Western-Circus                            | René Goscinny                                         | Morris               | 1970                 | 62               | Western Circus                            |                  |
| 37                                                        | Canyon Apache                             | René Goscinny                                         | Morris               | 1971                 | 61               | Der Apachen-Canyon                        |                  |
| 38                                                        | Ma Dalton                                 | René Goscinny                                         | Morris               | 1971                 | 47               | Ma Dalton                                 |                  |
| 39                                                        | Chasseur de primes                        | René Goscinny                                         | Morris               | 1972                 | 43               | Der Kopfgeldjäger                         |                  |
| 40                                                        | Le Grand Duc                              | René Goscinny                                         | Morris               | 1973                 | 46               | Der Großfürst                             |                  |
| 41                                                        | L’héritage de Ran-Tan-Plan                | René Goscinny                                         | Morris               | 1973                 | 53               | Die Erbschaft von Rantanplan              |                  |
| 42                                                        | 7 histoires complètes                     | René Goscinny                                         | Morris               | 1974                 | 66               | Eine Woche Wilder Westen                  |                  |
| 43                                                        | Le cavalier blanc                         | René Goscinny                                         | Morris               | 1975                 | 50               | Der weiße Kavalier                        |                  |
| 44                                                        | La guérison des Dalton                    | René Goscinny                                         | Morris               | 1975                 | 54               | Die Daltons und der Psycho-Doc            |                  |
| 45                                                        | L’empereur Smith                          | René Goscinny                                         | Morris               | 1976                 | 57               | Der Kaiser von Amerika                    |                  |
| 46                                                        | Le fil qui chante                         | René Goscinny                                         | Morris               | 1977                 | 18               | Der singende Draht                        |                  |
| 47                                                        | Le magot des Dalton                       | Vicq                                                  | Morris               | 1980                 | 27               | Die Daltons auf Schatzsuche               |                  |
| 48                                                        | Le bandit manchot                         | Bob de Groot                                          | Morris               | 1981                 | 33               | Der einarmige Bandit                      |                  |
| 49                                                        | Sarah Bernhardt                           | Fauche & Léturgie                                     | Morris               | 1982                 | 35               | Sarah Bernhardt                           |                  |
| 50                                                        | La corde du pendu                         | René Goscinny / Vicq / Bob de Groot / Domi / Lodewijk | Morris               | 1982                 | 42               | Der Galgenstrick und andere Geschichten   |                  |
| 51                                                        | Daisy Town                                | René Goscinny                                         | Morris               | 1983                 | 40               | Daisy Town                                |                  |
| 52                                                        | Fingers                                   | Van Banda                                             | Morris               | 1983                 | 41               | Fingers                                   |                  |
| 53                                                        | Le Daily Star                             | Fauche & Léturgie                                     | Morris               | 1984                 | 45               | Der Daily Star                            |                  |
| 54                                                        | La fiancée de Lucky Luke                  | Vidal                                                 | Morris               | 1985                 | 48               | Die Verlobte von Lucky Luke               |                  |
| 55                                                        | La ballade des Dalton et autres histoires | René Goscinny / Morris / Greg                         | Morris               | 1986                 | 49               | Die Dalton-Ballade                        |                  |
| 56                                                        | Le ranch maudit                           | Fauche & Léturgie / Guylouis                          | Morris               | 1986                 | 58               | Die Geister-Ranch                         |                  |
| 57                                                        | Nitroglycérine                            | Van Banda                                             | Morris               | 1987                 | 52               | Nitroglyzerin                             |                  |
| 58                                                        | L’alibi                                   | Guylouis                                              | Morris               | 1987                 | 55               | Das Alibi                                 |                  |
| 59                                                        | Le Pony Express                           | Fauche & Léturgie                                     | Morris               | 1988                 | 56               | Der Pony-Express                          |                  |
| 60                                                        | L’amnésie des Dalton                      | Fauche & Léturgie                                     | Morris               | 1991                 | 63               | Gedächtnisschwund                         |                  |
| 61                                                        | Chasse aux fantômes                       | Van Banda                                             | Morris               | 1992                 | 65               | Die Jagd nach dem Phantom                 |                  |
| 62                                                        | Les Dalton à la noce                      | Fauche & Léturgie                                     | Morris               | 1993                 | 67               | High Noon in Hadley City                  |                  |
| 63                                                        | Le pont sur le Mississippi                | Fauche & Léturgie                                     | Morris               | 1994                 | 68               | Die Brücke am Ol’man River                |                  |
| 64                                                        | Belle Starr                               | Fauche                                                | Morris               | 1995                 | 69               | Belle Starr                               |                  |
| 65                                                        | Le Klondike                               | Yann & Léturgie                                       | Morris               | 1996                 | 70               | Am Klondike                               |                  |
| 66                                                        | O.K. Corral                               | Éric Adam & Fauche                                    | Morris               | 1997                 | 71               | O.K. Corral                               |                  |
| 67                                                        | Marcel Dalton                             | Bob de Groot                                          | Morris               | 1998                 | 72               | Marcel Dalton                             |                  |
| 68                                                        | Le prophète                               | Patrick Nordmann                                      | Morris               | 2000                 | 74               | Der Prophet                               |                  |
| 69                                                        | L’artiste-peintre                         | Bob de Groot                                          | Morris               | 2001                 | 75               | Der Kunstmaler                            |                  |
| 70                                                        | La légende de l’ouest                     | Patrick Nordmann                                      | Morris               | 2002                 | 76               | Eine Wildwest-Legende                     |                  |
| 71                                                        | La Belle Province                         | Gerra                                                 | Achdé                | 2004                 | 77               | Schikane in Quebec                        | 2004             |
| 72                                                        | La Corde au cou                           | Gerra                                                 | Achdé                | 2006                 | 80               | Die Daltons in der Schlinge               | 2006             |
| 73                                                        | L’Homme de Washington                     | Gerra & Achdé                                         | Achdé                | 2008                 | 84               | Der Mann aus Washington                   | 2008             |
| 74                                                        | Lucky Luke contre Pinkerton               | Pennac & Benacquista                                  | Achdé                | 2010                 | 88               | Lucky Luke gegen Pinkerton                | 2010             |
| 75                                                        | Cavalier seul                             | Pennac & Benacquista                                  | Achdé                | 2012                 | 90               | Auf eigene Faust                          | 2012             |
| 76                                                        | Les Tontons Dalton                        | Gerra & Pessis                                        | Achdé                | 2014                 | 93               | Meine Onkel, die Daltons                  | 2014             |
| 77                                                        | La Terre promise                          | Jul                                                   | Achdé                | 2016                 | 95               | Das gelobte Land                          | 2016             |
| 78                                                        | Un cow-boy à Paris                        | Jul                                                   | Achdé                | 2018                 | 97               | Ein Cowboy in Paris                       | 2018             |
| 79                                                        | Un cow-boy dans le coton                  | Jul                                                   | Achdé                | 2020                 | 99               | Fackeln im Baumwollfeld                   | 2020             |
| 80                                                        | L’Arche de Rantanplan                     | Jul                                                   | Achdé                | 2022                 | 101              | Rantanplans Arche                         | 2022             |
| 81                                                        | Un cow-boy sous pression                  | Jul                                                   | Achdé                | 2024                 | 102              | Letzte Runde für die Daltons              | 2024             |
| Lucky Kid                                                 |                                           |                                                       |                      |                      |                  |                                           |                  |
| K1                                                        | Kid Lucky                                 | Pearce & Léturgie                                     | Pearce               | 1995                 | 82               | Am Fluss der rosa Biber                   |                  |
| K2                                                        | Oklahoma Jim                              | Pearce & Léturgie                                     | Pearce               | 1997                 | 73               | Oklahoma Jim                              | 1999             |
| K3                                                        | L’Apprenti cow-boy                        | Achdé                                                 | Achdé                | 2011                 | 89               | Lucky Kid                                 | 2012             |
| K4                                                        | Lasso périlleux                           | Achdé                                                 | Achdé                | 2013                 | 91               | Ein starker Wurf                          | 2014             |
| K5                                                        | Statue Squaw                              | Achdé                                                 | Achdé                | 2015                 | 94               | Martha Pfahl                              | 2015             |
| K6                                                        | Suivez la flèche                          | Achdé                                                 | Achdé                | 2017                 | 96               | Mitten ins Schwarze                       | 2017             |
| K7                                                        | Kid ou double                             | Achdé                                                 | Achdé                | 2019                 | 98               | Volle Fahrt voraus                        | 2019             |
| Lucky Luke Hommage                                        |                                           |                                                       |                      |                      |                  |                                           |                  |
| H1                                                        | L'Homme qui tua Lucky Luke                | Matthieu Bonhomme                                     | Matthieu Bonhomme    | 2016                 | H1               | Der Mann, der Lucky Luke erschoss         | 2016             |
| H2                                                        | Jolly Jumper ne répond plus               | Guillaume Bouzard                                     | Guillaume Bouzard    | 2017                 | H2               | Jolly Jumper antwortet nicht              | 2017             |
| H3                                                        | Wanted Lucky Luke                         | Matthieu Bonhomme                                     | Matthieu Bonhomme    | 2021                 | H4               | Wanted                                    | 2021             |
| H4                                                        | Lucky Luke se recycle                     | Mawil                                                 | Mawil                | 2021                 | H3               | Lucky Luke sattelt um                     | 2019             |
| H5                                                        | Choco-Boys                                | Ralf König                                            | Ralf König           | 2022                 | H5               | Zarter Schmelz                            | 2021             |
| H6                                                        | Les Indomptés                             | Blutch                                                | Blutch               | 2023                 | H6               | Die Ungezähmten                           | 2024             |
| Nur in Deutschland erschienene Bände & Zusammenstellungen |                                           |                                                       |                      |                      |                  |                                           |                  |
| –                                                         | –                                         | René Goscinny / Guylouis / Domi / Gerra               | Morris / Achdé       | –                    | 92               | Ein Menü mit blauen Bohnen                | 2014             |
| –                                                         | –                                         | Morris                                                | Morris               | –                    | 100              | Die Ursprünge – Western von Gestern       | 2021             |

## Chronologische Reihenfolge der Lucky-Luke-Geschichten
Die Liste ist grundsätzlich chronologisch orientiert. Die Jahreszahlen beziehen sich auf die erste Publikation in Frankreich (vorwiegend in den Magazinen Spirou oder Pilote). Die deutschen Titel von Kauka, Koralle und Ehapa sind angeführt, sofern die Geschichten dort geschlossen und im richtigen Format herausgekommen sind. Deutsche Titel, die sich nicht oder nur wenig vom Originaltitel unterscheiden, sind nicht aufgenommen. In den Bemerkungen – keine Inhaltsangabe (außer bei noch wenig zugänglichem Material) – sind Karikaturen, Vorbilder aus dem Kino, historische Schlussfolgerungen (v. a. solche, die nicht in den Alben zu finden sind), Hinweise auf Zensuren und Fehler in den deutschen Bearbeitungen in einer möglichst knappen Darstellung aufgenommen. Mit den Blatt-Bezeichnungen ist die vom Zeichner angebrachte Nummer (nicht die Seitennummer im Album, welche meist um zwei höher ist) gemeint.

### Morris (1946–1955)
- 1946 Arizona 1880 (20 S.) (in Album 3 von Dupuis, 1951; dt.: Arizona 1880 u. a. in Lucky Luke Gesamtausgabe 1946–1950 und Album 100: Western von gestern). Auf Blatt 9 befindet sich eine Karikatur von Franquin. Die ersten beiden Geschichten hat Morris noch sehr einfach gezeichnet, er wollte Lucky Luke von Beginn an als eine Trickfilmfigur darstellen, die Comic-Abenteuer sollten genau das skizzieren. Aus diesem Grund haben Lucky Lukes Hände anfangs nur vier Finger. Bei neuen Serien war damals ein längerer Zeitraum – zwei oder drei Jahre – zwischen Erstveröffentlichung als Fortsetzungsgeschichte und Albenveröffentlichung üblich. Auf Deutsch erschien Arizona 1880 erstmals 1983 im österreichischen Magazin Comic Forum (Nr. 21, diese Ausgabe enthält auch einige andere Kurzgeschichten von Morris und eine bis 1983 vollständige Bibliographie der französischen Erstausgaben und fast aller deutschen Veröffentlichungen).
- 1947 La mine d’or de Dick Digger (25 S.) (in Album 1 bei Dupuis 1949; dt.: Die Goldmine von Dick Digger u. a. in Lucky Luke Gesamtausgabe 1946–1950 und Album 100: Western von gestern)
- 1947 26 (1 S.) Blatt 26 und das nachstehende Blatt 27 sind im Album 3 von Dupuis enthalten. In der in L’Univers de Morris enthaltenen Bibliographie, der wegen der Interviews mit Morris und Texte von ihm am ehesten ein offizieller Charakter zukommt, sind sie unter dem Titel Lucky Luke et son cheval Jolly Jumper angeführt (deutsch ohne Titel in Lucky Luke Gesamtausgabe 1946–1950).
- 1947 27 (1 S.)
- 1947/48 Le sosie de Lucky Luke (23 S.) (in Album 1 bei Dupuis; dt.: Der Doppelgänger in Lucky Luke Gesamtausgabe 1946–1950). Die Zeichnungen werden detaillierter, zudem finden sich schon viele inhaltliche und stilistische Elemente, die die Serie später ausmachen werden (unter anderem sieht man erstmals einen Totengräber). Karikaturen auf De Beveres Vater befinden sich auf den letzten beiden Streifen von Blatt 44, von den Comic-Zeichnern Franquin und Will auf Blatt 31 bzw. 37 (die beiden lebten damals mit Morris zu Ausbildungszwecken im Haus des Zeichners Jijé). Lucky Luke tötet seinen Doppelgänger, was in der deutschen Übersetzung abgeschwächt wird („Ich hab ihn doch nur angeschossen!“).
- 1948 Grand rodéo (18 S.) (in Album 2 bei Dupuis; dt.: Rodeo in Lucky Luke Gesamtausgabe 1946–1950). Lucky greift erstmals zur Zigarette.
- 1948/49 Desperado city (21 S.) (in Album 2 bei Dupuis; dt.: Lucky Luke in Desperado-City in Lucky Luke Gesamtausgabe 1946–1950). Der feige Sheriff taucht später in Le retour des frères Dalton wieder auf.
- 1949 La Ruée vers l’or de Buffalo-Creek (19 S.) (in Album 2 bei Dupuis; dt.: Der Goldrausch von Buffalo Creek in Lucky Luke Gesamtausgabe 1946–1950). Vom Blatt 105 ist nur mehr eine SW-Kopie vorhanden. Morris' Zeichnerfreund Eddy Paape tritt als Goldsucher auf.
- 1949 Lucky Luke contre Cigarette Cesar (17 S.) (in Album 3 bei Dupuis; dt.: Lucky Luke gegen Cigarette Pete in Lucky Luke Gesamtausgabe 1946–1950).
- 1949/50 Le retour de Joe la Gachette (17 S.) (in Album 4 bei Dupuis; dt.: Die Rückkehr von Revolver-Joe in Lucky Luke Gesamtausgabe 1946–1950 und Album 85).
- 1950 Jours de Round Up (11 S.) (in Album 4 bei Dupuis; dt.: Round-up in Lucky Luke Gesamtausgabe 1946–1950 und Album 85).
- 1950 Le grand combat (17 S.) (in Album 4 bei Dupuis; dt.: Der große Kampf in Lucky Luke Gesamtausgabe 1946–1950). Das vierte Album (Sous le ciel de l’Ouest, dt.: Lucky Luke Classics 4 Texas und kein Ende / Album 85: Westwärts) besteht aus dieser und den zwei vorangegangenen Comic-Abenteuern. In einer franz. TB-Ausgabe erschienen ebenfalls diese drei Geschichten sowie die 1956 gezeichnete Geschichte Lucky Luke et Androcles. Jours de Round-Up und Le grand combat wurden auch von Kauka im TB-Format verlegt.
- 1951 Nettoyage à Red City (20 S.) (in Album 5 bei Dupuis; dt.: Großputz in Red City in Lucky Luke Gesamtausgabe 1951–1954 und Album 87: Lucky Luke gegen Pat Poker). In der ersten Geschichte mit dem Spieler Pat Poker zeigt Luke erstmals beeindruckende Schießkünste. Morris war zu dieser Zeit zeichnerisch von seinem Weggefährten André Franquin beeinflusst („Spirou im Wilden Westen“). Wenn Morris von Vorbildern aus dem Kino sprach, erwähnte er immer auch den Western Destry Rides Again (1939, dt. Der große Bluff). Wahrscheinlich geht der Film in dieses Abenteuer oder in Lucky Luke et Pilule (1954) ein.
- 1951/52 Hors la loi (34 S.) (in Album 6 bei Dupuis; dt. Nr. 81 Die Gesetzlosen). 1889–1892, in dieser Geschichte treten die echten Brüder Dalton Bob, Grat, Bill und Emmett gemeinsam auf. Wie bei den vorhergehenden Alben, kam auch von Hors-la-loi später eine Taschenbuch-Version heraus, in welcher zusätzlich noch die Kurzgeschichte Voleurs de chevaux (1956) enthalten ist. Das TB präsentiert das ursprüngliche, brutalere Ende von Bob Dalton, das seinerzeit für die Albenversion gemildert werden musste. Hors-La-Loi wurde weder von Semrau oder Kauka verlegt, obwohl beide ältere und jüngere Abenteuer von Luke herausgaben, und erschien erst 1979 im österreichischen Magazin Comic Forum erstmals auf Deutsch. In der deutschen Gesamtausgabe von 2005 sind beide Schlussversionen in Farbe abgebildet. Bedauerlicherweise wurde in dieser Bearbeitung – wahrscheinlich aus Unwissenheit – Coffeyville an einigen Stellen zu Coffeytown übersetzt. Emmetts Formulierung am Anfang („Bob, tu es le cadet de la famille“) wird in der Übersetzung („Du bist der Jüngste“) eingeschränkt. Innerhalb der Revolverhelden der Bande war Bob der Jüngste und zugleich Anführer, möglicherweise wollte Morris diesen häufig zitierten Umstand betonen. Darüber hinaus fehlen in der deutschen Gesamtausgabe von 2005 einige unauffällige Beschriftungen, die im Original vorhanden sind. Die Albumversion von 2007 (Band 81) enthält nur die zensierte Schlussseite.
- 1952 Tumulte à Tumbleweed (24 S.) (in Album 5 bei Dupuis; dt.: Tumult in Tumbleweed in Lucky Luke Gesamtausgabe 1951–1954 und Album 87). Diese, die zweite, Geschichte mit Pat Poker sowie Nettoyage à Red City kamen als Album mit dem Sammeltitel Lucky Luke contre Pat Poker heraus (dt. 1967 Lucky Luke: Ausgespielt Pat Poker, späterer Titel: Lucky Luke gegen Pat Poker). In Frankreich/Belgien erschienen die Abenteuer dieses Albums mit Grabuge à Pancake Valley  (1955) im TB-Format. Pat Poker tritt 1994, nach Veröffentlichung dieser Geschichte 1992 als deutschsprachige Sonderausgabe in der Reihe Lucky Luke Classics, in Le pont sur le Mississippi neuerlich auf.
- 1952 Le retour des frères Dalton (10 S.) (in Album 6 bei Dupuis; dt.: Die Rückkehr der Brüder Dalton in Nr. 81 Die Gesetzlosen). In dieser Geschichte treten die historischen Brüder Dalton noch einmal – allerdings nur in der Phantasie eines Prahlers – auf. In Albenform wird die Geschichte gemeinsam mit Hors-La-Loi verlegt. Rolf Kauka veröffentlichte die Geschichte 1969 auf Deutsch im TB-Format (FF-Extra 4). Da Hors-La-Loi weder bei Semrau noch bei Kauka herausgegeben wurde, bezieht sich der deutsche Text in der Kauka-Version auf die dort seit 1965 bereits bekannten Vettern der Daltons.
- 1952/53 Lucky Luke et le Docteur Doxey (22 S.) (in Album 7 bei Dupuis; dt.: Lucky Luke und Doc Doxey in Lucky Luke Gesamtausgabe 1951–1954 und Album 86: Das Elixier von Doc Doxey).
- 1953 Chasse à l’homme (25 S.) (in Album 7 bei Dupuis; dt.: Menschenjagd in Lucky Luke Gesamtausgabe 1951–1954 und Album 86: Das Elixier von Doc Doxey)
- 1954 Lucky Luke et Phil Defer dit le Faucheux (35 S.) (in Album 8 bei Dupuis; dt.: Lucky Luke und Phil Steel „Spinnenbein“ in Lucky Luke Gesamtausgabe 1951–1954, früherer deutscher Titel Spinnenbein schießt nicht allein, Kauka 1967, in Album 83 Lucky Luke gegen Phil Steel). Phil Defer ist eine Karikatur auf Jack Palance in Mein großer Freund Shane (1953). Wie sein Kollege Bob Dalton schießt Phil Defer schneller als die Schwerkraft. Phil Defers Steckbrief ist unter anderem auch in Défi à Lucky Luke und Western Circus abgebildet, was selbst innerhalb der Ehapa-Ausgaben zu unterschiedlichen deutschen Namensgebungen für die Figur führte (Spinnenbein, genannt Baller-Ede, Phil Steel, Phil Defer, Freddy Fill, …). Luke schießt mit einem „Siebenschüsser“ seinem Gegner in die Schulter („Voici le seul „Sept-Coups“ dans tout l’ouest. Modèle spècial que m’a légué un vieil oncle, armurier“), die Bezeichnung Colt gibt es nur in den dt. Bearbeitungen. In La belle province (2004) möchte ihm ein Sammler die Waffe abkaufen.
- 1954 Lucky Luke et Pilule (9 S.) (in Album 8 bei Dupuis; dt.: Lucky Luke und „Pille“ in Lucky Luke Gesamtausgabe 1951–1954, in Album 83 Lucky Luke gegen Phil Steel als Lucky Luke und „Pille“). Die Kurzgeschichte um Pilule gilt als eine der gewalttätigsten in den Lucky-Luke-Alben, Pilule erschießt unabsichtlich sechs Gegner. Dupuis, Kauka und Ehapa veröffentlichten sie als Album oder Heft gemeinsam mit Lucky Luke et Phil Defer. Beide Geschichten wurden aufgrund ihrer Gewalttätigkeit nicht in Spirou vorabveröffentlicht, sondern in der Dupuis-Zeitschrift Le Moustique.

### Morris & Goscinny (1955–1977)
- 1955/56 Des Rails sur la Prairie (Text: Goscinny; Album 9 bei Dupuis; dt. Nr. 79 Die Eisenbahn durch die Prärie). Die Geschichte enthält den historischen Nagelschlag am Promontory summit in Utah (10. Mai 1869). Der Text „Ein kleiner Schnitt für uns“ auf Blatt 355 (in der deutschen Ausgabe von 2006) ist eindeutig nur eine sehr freie Übersetzung (Morris und Goscinny verfassten die Geschichte 14 Jahre vor der Mondlandung). Nothing City wurde zu Nothing Gulch (häufig der Schauplatz in späteren Abenteuern) geändert. Der sich ständig beschwerende Fahrgast taucht später kurz in En remontant le Mississippi wieder auf, wo er sich ebenfalls beschwert. Am Ende sieht man zum ersten Mal einen Lucky Luke in den Sonnenuntergang reiten, der dabei sein bekanntes Lied „I’m a poor lonesome cowboy …“ singt.[6][7] Eine Idee, die ganz offensichtlich in der Zusammenarbeit mit Goscinny geboren wurde.
- 1955 Grabuge à Pancake Valley (Länge: 4 Seiten; dt.: ohne Titel in Lucky Luke Gesamtausgabe 1955–1957). Die von Morris getextete Geschichte erschien erstmals am 22. Dezember 1955 in dem Dupuis-Magazin Risque-Tout. Morris hat sie 1975, um den Stil anzugleichen, für ein kleines Werbeheft (concours Fleurus) neu gezeichnet. Im Album La Ballade des Dalton wurde diese geänderte Version 1978 übernommen. Im Gegensatz zu Hergé, der häufiger ganze Alben neu und der jeweiligen Zeit angepasst zeichnete, blieb diese Art der Überarbeitung bei Morris ein Einzelfall. Die alte Version ist weder in Frankreich noch deutschsprachig in den regulären Alben erschienen, Kauka veröffentlichte sie 1970 als Die heiße Spur in einer ummontierten TB-Version. In der Originalfassung von 1955 ist sie im Buch L’Univers de Morris (1988) enthalten sowie in der zweiten Auflage des betreffenden Bandes der deutschen Lucky-Luke-Gesamtausgabe, außerdem unter dem Titel Dicke Luft in Pancake Valley in Zack 49.
- 1956 Lucky Luke et Androclès (Länge: 4 Seiten; dt.: Lucky Luke und Androkles in Lucky Luke Gesamtausgabe 1955–1957). Erstveröffentlicht am 2. Februar 1956 in Risque-Tout, Text: Morris.
- 1956 Sérénade à Silvertown (Halbseiter für ein Preisausschreiben; dt.: ohne Titel in Lucky Luke Gesamtausgabe 1955–1957 und mit dem Titel Kleine Nachtmusik in Silvertown in Zack 49).
- 1956  Alerte aux Pieds-Bleus (Album 10 bei Dupuis; dt. Nr. 51 Der falsche Mexikaner). Ein Grenzschild weist Arizona als US-Staat aus (Arizona wurde 1912 in die Union eingegliedert). Aus terminlichen Gründen konnte Goscinny an dieser Geschichte als Szenarist im üblichen Sinne kaum mitarbeiten, er hat vermutlich einzelne Gags beigesteuert.
- 1956 Voleurs de Chevaux (Länge: 4 Seiten; dt.: ohne Titel in Lucky Luke Gesamtausgabe 1955–1957). Wie Grabuge à Pancake Valley und Lucky Luke et Androclès stammt auch diese Geschichte aus Risque-Tout (25. Oktober 1956). Im Gegensatz zu den beiden anderen Geschichten ist das Szenario hier von Goscinny.
- 1956/57 Lucky Luke contre Joss Jamon (Text: Goscinny; Album 11 bei Dupuis; dt. Nr. 24 Lucky Luke gegen Joss Jamon). Die Geschichte spielt 1865, die Vettern Dalton (im Hotel unterschreiben sie Joe, Bill, Jack und Averell) haben gemeinsam mit Urversionen von Jesse James, Billy The Kid (werden später ganz anders gezeichnet) und Calamity Jane einen Kurzauftritt. Karikaturen von Jean Gabin sind auf Blatt 460. Pete L’Indécis ist eine Karikatur auf Goscinny, der ab diesem Album bis zu seinem Tod endgültiger Szenarist der Serie ist. Die Comic-Figuren Red Ryder und Little beaver (petit castor) vom US-Zeichner Fred Harman haben einen Gastauftritt (Bl. 451).
- 1957 Les Cousins Dalton (Text: Goscinny; Album 12 bei Dupuis; dt. Nr. 21 Vetternwirtschaft). Die erste lange Geschichte mit den Vettern Dalton (spielt etwa 1892). Üblicherweise heißen sie nach steigender Größe Joe, William, Jack und Averell. Motiviert durch die Nachfrage der Leser, die vor allem wegen der äußerlichen Gestaltung der Daltons in Hors-La-Loi (1952) nach mehr Comics mit den vier Brüdern verlangten, suchten Morris und Goscinny nach einer plausiblen Erklärung für ein neuerliches Erscheinen der in Hors-La-Loi Verstorbenen. Von verschiedenen solchen Optionen (Negieren von Coffeyville, Datieren vorher, …) griffen die Autoren eine Idee von Goscinny auf und gestalteten schließlich die Vettern der Banditen. Morris (1988): „C’est René Goscinny, devenu entre-temps scénariste de Lucky Luke, qui eut l’idée de créer les quatre cousins Dalton physiquement et psychiquement identiques…“. Morris (1996, dt. ü.): „Ganz ohne Zweifel sind meine Lieblingsfiguren die Dalton-Brüder. Sie sind am witzigsten, und ich kann mit ihren vielseitigen Eigenschaften wunderbar spielen. Es macht mir immer wieder riesig Spaß, sie zu zeichnen“.[8] Während es die Leser gern anders auffassen, hat Autor Goscinny immer Joe Dalton als den dümmsten der Brüder bezeichnet. In der Originalversion sagt Joe bei der ersten Begegnung zu Luke „Tu nous reconnais, Cowboy?“, was mehr Spielraum auf frühere Begegnungen zulässt als die entsprechende Formulierung in der deutschen Übersetzung. In der zweiten Hälfte der Geschichte ist Jack kleiner als William. Luke trinkt Coca-Cola (seit 1886 in den USA).
- 1957/58 Le juge (Text: Goscinny; Album 13 b. Dupuis; dt. Nr. 31 Der Richter). Die Geschichte umfasst die Blätter 523–566, danach hörte Morris mit der fortlaufenden Nummerierung auf. Dramaturgisch betrachtet ähnelt die Geschichte dem Film The Westerner (dt. Der Westerner, 1940) mit Gary Cooper als Cowboy und Walter Brennan als Judge Roy Bean. Neben dem Richter ist auch der Bär Bruno historisch. Die für Bean wichtige Schauspielerin Lillie Langtry ist nur unauffällig in Wandporträts zu sehen, was möglicherweise an Dupuis lag (später, beim weniger konservativen Dargaud war die erotischere Darstellung von Bardamen und Tänzerinnen kein Problem). War Goscinny bisher als talentierter und humorvoller Szenarist aufgefallen, läuft er hier erstmals zu Topform auf: Bild- und Wortwitz finden die richtige Balance, die Gagdichte erhöht sich erkennbar.
- 1958 Ruée sur l’Oklahoma (Text: Goscinny; Album 14 b. Dupuis; dt. Nr. 29 Auf nach Oklahoma). Die Geschichte spielt 1889. Dopey ist eine Karikatur des Schauspielers Michel Simon.
- 1958/59 L’évasion des Dalton (Text: Goscinny; Album 15 b. Dupuis; dt. Nr. 17 Die Daltons brechen aus). Soldaten mit Südstaatenuniformen treten auf, es existiert bereits eine durchgehende Ost-West-Eisenbahnlinie. Auf Blatt 20B ist William kleiner als Jack, auf 26B größer. In der Vorveröffentlichung besteht der erste Streifen aus zwei Zeichnungen (der Gefängniswärter reitet abends in die Stadt). Im Album ist der Streifen durch ein gelbes Feld (mit Titel des Comics) ersetzt worden.
- 1959 En remontant le Mississippi (Text: Goscinny; Album 16 b. Dupuis; dt. 1973 Mississippi-Abenteuer, Nr. 20 Am Mississippi). Tetenfer Wilson (Eisenkopf Wilson) und Pistol Pete sind evtl. Karikaturen auf Boris Karloff und Lee Marvin (beide nicht gesichert).
- 1960 Sur la piste des Dalton  (Text: Goscinny; Album 17 b. Dupuis; dt. 1967 Lucky Luke hetzt die Daltons, Nr. 23 Den Daltons auf der Spur). Die Austauschszene der Gefangenen und der Endkampf haben Ähnlichkeit mit entsprechenden Szenen in Rio Bravo. Die Comic-Figuren Jerry Spring und Pancho von Jijé sind in einem Streifen zu sehen (Goscinny hatte 1955 ein Szenario zu Jerry Spring beigesteuert). Gefängnishund Ran-Tan-Plan – später Rantanplan, nach Rin Tin Tin – hat seinen ersten Auftritt. Von ihm vermitteln die Autoren zunächst noch ein sehr differenziertes Bild. Nach dem Ausbruch der Daltons kommt er seiner Meldepflicht nach, ebenso spürt er sie zweimal auf, wird aber in allen Fällen von den Wärtern falsch interpretiert. Dann erlaubt sich der Hund einige Albernheiten, erkennt aber am Ende wieder den Ernst der Lage und die Rolle, welche ihm als Wachhund zukommt. Die Entwicklung zu dem „dummen“ Hund, als der er üblicherweise assoziiert wird, ist erst in seinen folgenden Abenteuern zu beobachten (versteht er die Welt falsch, oder verstehen ihn die Menschen falsch?). Ab dieser Geschichte nimmt man auch erstmals an den Gedanken von Jolly Jumper teil, was zuvor nur in einer Sequenz von Le sosie de Lucky Luke und einem Panel von Alerte aux Pieds-Bleus der Fall war. In der Kauka-Bearbeitung von 1967 ist ein ausführlicher Artikel über die echten Brüder Dalton enthalten.
- 1960 À l’ombre des derricks  (Text: Goscinny; Album 18 b. Dupuis; dt. Nr. 32 Im Schatten der Bohrtürme). Der historische Erdölfund in Titusville, Pennsylvania, 27. August 1859 durch Edwin L. Drake ist nachgezeichnet. Barry Blunt ist eine Karikatur auf den Comic-Zeichner Victor Hubinon. Die farbarme Darstellung des Großbrandes und auch die in Zukunft häufigen monochromatischen Zeichnungen wurden kennzeichnend für den Stil von Morris.
- 1960/61 Les Dalton courent toujours (Text: Goscinny; #23 bei Dupuis; dt. 1969 und 1973 Die Daltons verduften, Nr. 60 Die Daltons auf dem Kriegspfad). Das Album besteht aus zwei unabhängigen Geschichten (an den Blattnummern verifizierbar), die ursprünglich als Werbeaktion für Spirou in der Zeitung Le Parisien Libéré erschienen waren und dafür in einem etwas kleineren Format gezeichnet wurden. Der Abdruck erfolgte wöchentlich mit jeweils 6 Bildreihen (was eineinhalb Albenseiten entspricht) in s/w, erst für die Albumausgabe wurde die Colorierung erstellt. Die im Original titelgebende Geschichte Les Dalton courent toujours (mit 12 Albumseiten eine Kurzgeschichte) erschien bereits vom 11. Juni 1960 bis zum 30. Juli 1960 in 8 Fortsetzungen. Diese müsste also zwischen Den Daltons auf der Spur (04.02.1960–30.06.1960) und Im Schatten der Bohrtürme (14.07.1960–08.12.1960) eingeordnet werden, da sie zum größten Teil in der Spirou-Pause zwischen diesen beiden abgedruckt wurde. Die längere Geschichte Les Dalton sur le sentier de la guerre, nach der das deutsche Album benannt wurde und die mit 31,5 Seiten auch den Hauptteil des Albums ausmacht, ist dann erst ein halbes Jahr später erschienen, nämlich vom 21. Januar bis zum 10. Juni 1961 in 21 Fortsetzungen und damit weitgehend parallel zu Familienkrieg in Painful Gulch (05.01.1961–01.06.1961). In bislang allen chronologisch erscheinenden Albenreihen und Gesamtausgaben sind diese beiden Geschichten in der zeitlichen Reihenfolge zu spät eingeordnet, nämlich als Album Nr. 23. Verbunden sind die beiden Geschichten dadurch, dass sich Lucky Luke jeweils mal wieder mit den flüchtigen Daltons auseinandersetzen muss, und auch die erste, Les Dalton courent toujours, endet bereits mit dem typischen Lonesome Cowboy Schlussbild. Das Kriegsgeschrei der Indianer „Kénédi, Kénédi!“ wird als Anspielung auf John F. Kennedy interpretiert. Derselbe Indianerstamm taucht später in Lucky Luke reitet für die 20er Kavallerie wieder auf. Im Kauka-Album von 1973 ist ein vollkommen falscher Artikel über die echten Brüder Dalton und einem echten Foto enthalten. Das ist bedauerlich, da Kauka den wesentlich besseren Text von 1967 aus seinem Archiv hätte nehmen können.
- 1961  Les rivaux de Painful Gulch  (Text: Goscinny; Album 19 b. Dupuis; dt. 1968 Statt Nachtisch blaue Bohnen, Nr. 26 Familienkrieg in Painful Gulch). Im ursprünglich vorgesehenem Titelbild schossen zwei Gegner aufeinander (siehe Marcel Dalton, S. 47). Die Anrede Fiston (dt. Söhnchen, Blatt 2) wird bei Kauka 1968 zu Genosse, ein Großvater grüßt Lucky Luke mit Freundschaft, Friede Fremder. In dieser Geschichte tritt erstmals der Totengräber auf, der später auch in den Trickfilmen Verwendung fand und in den 1980er und 1990er Jahren zum Standardpersonal der Serie gehörte.
- 1961 Billy the Kid  (Text: Goscinny; Album 20 b. Dupuis; dt. 1968 Billy the Kid – Pulver Prügel und Pistolen und 1971/1973, dt. bei Ehapa erst 1983 als Nr. 37). Verleger Josh Belly ist eine Karikatur auf Verleger Paul Dupuis. Die Autoren betonten, dass sie in Billy von Beginn an das kindhafte hervorheben wollten. Mit Ausnahme von dessen Geburtsjahr kommen – im Gegensatz zum ersten Comic mit den Brüdern Dalton – keine historischen Details (Geschehnisse um Chisum, Pat Garrett, Korrespondenz mit Lew Wallace, …) in der Parodie von Goscinny vor. Zudem tritt Billy bereits im ersten Album gemeinsam mit den Vettern Dalton auf. Da er auf einem Bild zum Einschlafen an einem Revolver nuckelt, wurde das Album zunächst um eine Seite gekürzt. Kauka veröffentlichte 1968 die ungekürzte Version. Mit den neuesten Auflagen (in F seit 1981, D seit 2005) ist wieder die unzensierte Version erhältlich. Nimmt man für Luke eine Größe von etwa 1,85 Metern an und setzt man das übliche Gravitationsgesetz voraus, kann man aus Blatt 13 ausrechnen, dass Luke in etwa 0,3 Sekunden den Colt zieht.
- 1961/62 Les collines noires  (Text: Goscinny; Album 21 b. Dupuis; dt. 1968 Killer Colt und Greenhorn, 1971/1973 Vier Greenhorns, Nr. 59 Die schwarzen Berge). Die den Reiz dieses Albums ausmachende Ansammlung liebenswert-skurriler Wissenschaftler ist evtl. von Franquin inspiriert (Spirou und Fantasio: „Ein eisgekühlter Gast taut auf“). Goscinny hatte diese Grundidee im selben Jahr bereits kurz beim Druidentreffen im Karnutenwald in „Asterix und die Goten“ verwendet.
- 1962 Les Dalton dans le blizzard (Text: Goscinny; Album 22 b. Dupuis; dt. Nr. 25 Die Daltons im Blizzard). Ein Teil der Handlung ähnelt dem Film North West Mounted Police (dt. Die scharlachroten Reiter, 1938) von DeMille, mit Gary Cooper. Morris hat gelegentlich betont, dass die Darstellung seines Helden von den Rollen Coopers beeinflusst sei. Sehr häufig wird die Art des Dalton-Ausbruchs aus diesem Comic zitiert: Jeder der vier schlug sein eigenes, der Größe entsprechendes, Loch durch die Mauer. Auf Blatt 6B ist Wilhelm größer als Jack Dalton (vgl. Die Daltons (Comicfiguren)). In Rolf Kaukas Fix und Foxi-Extra Taschenbuch wurde die Geschichte unter dem Titel „Lucky Luke – Im Blizzard hagelt es Blei und andere dicke Bohnen“ veröffentlicht. Zur Geschichte gibt es dort keine Einleitung, aber einen selbst gezeichneten Übergang, in dem Lucky Luke und Lupo miteinander sprechen und so zum nächsten Fix und Foxi Comic übergeleitet wird. Das Titelblatt des FF-Extra zeigt Lupo, der von Lucky Luke abgeführt wird.
- 1962/63 La Caravane (Text: Goscinny; Album 24 b. Dupuis; dt. Der Scout des Satans, Nr. 39 Kalifornien oder Tod). Einige Landschaften erinnern bereits an das Monument Valley. Der französische Friseur Pierre kommt logischerweise in der deutschen Fassung besser und kontrastreicher zur Geltung als im Original.
- 1963. La ville fantôme (1963, Text: Goscinny; Album 25 b. Dupuis; dt. Nr. 9 [Koralle] Lucky Luke und die Geisterstadt, Ehapa Nr. 64 Goldrausch). Morris hat mit dieser Geschichte den Western Yellow sky (dt. Herrin der toten Stadt, 1949) von William A. Wellman parodiert. In der Originalfassung ist der den Namen der beiden Schurken innewohnende Wortwitz (Denver Miles, Colorado Bill) zeitbeständiger als bei der deutschen Übersetzung der 1980er-Jahre (Miles Denver, Bill Dallas). Im Film Un homme et une femme (1966) von Claude Lelouch liest ein Schauspieler dieses Album.
- 1963/64  Les Dalton se rachètent (Text: Goscinny; Album 26 b. Dupuis; dt. Nr. 30 Die Daltons bewähren sich). In der Kauka-Übersetzung befand sich der Schlüssel während der zweiten Tresorsprengszene im Geldschrank. Wie Averell dann den Tresor von außen zusperren konnte, wurde nicht erklärt.
- 1964 Le vingtième de cavalerie (Text: Goscinny; Album 27 b. Dupuis; dt. Lucky muss zum Militär, Sergeant Lucky, Nr. 19 Lucky Luke reitet für die 20er Kavallerie). Das Vater-Sohn-Verhältnis gleicht dem aus dem Western Rio Grande (1950). Der Oberst ist eine Parodie auf Randolph Scott.
- 1964/65 L’escorte (Text: Goscinny; Album 28 b. Dupuis; dt. 1968 Der kleine Killer, 1972 Ein schwerer Junge, Nr. 44 Die Eskorte). Zweiter Auftritt von Billy the Kid. Zu Beginn erhält Lucky Luke einen Brief per Pony-Express (auch in der franz. Fassung), der nur in den Jahren 1860/61 existierte – Billy the Kid lebte von 1859 bis 1881.
- 1965 Des barbelés sur la prairie  (Text: Goscinny; Album 29 b. Dupuis; dt. Nr. 34 Stacheldraht auf der Prärie). Das graue Titelbild der Originalversion ist in der deutschen auf grün abgeändert. Des Weiteren geht in das graue Titelbild möglicherweise das triste Schlussbild aus dem Western Man without a star ein. Die Handlung an sich ist an Mein großer Freund Shane angelehnt. Stacheldraht wurde 1874 patentiert.
- 1965/66 Calamity Jane (Text: Goscinny; Album 30 b. Dupuis; dt. Nr. 22). Die Autoren wählten die legendenbehaftete Darstellung, der zufolge Calamity Jane mit Wild Bill Hickok verheiratet war. Anstandslehrer Robert Gainsborough ist eine Karikatur des Schauspielers David Niven.
- 1966 Lucky Luke se défoule (Länge: 5 Streifen, dt.: Lucky Luke reagiert sich ab in Lucky Luke Gesamtausgabe 1965–1967). Da Morris bei Dupuis mit einschränkend empfundenen Zensurauflagen zu tun hatte (ein wesentlicher Grund für den Wechsel zu Pilote und Dargaud) lieferte er mit diesen im Magazin Le Point erschienenen fünf Streifen eine Darstellung, in der sich Lucky Luke austoben konnte (so gibt es erotische Bilder im Saloon).
- 1966 (ohne Titel, Text: ?, Länge: 3 Streifen) Joe Dalton schießt Luke nieder. Das Blatt entstand für den Film Un choix d’assassins und kam erstmals in Schtroumpf, les Cahiers de la BD n°43 zum Abdruck (1983 auf Deutsch veröffentlicht im Comic Forum 21, Titel: Lucky Luke’s Tod).
- 1966 Tortillas pour les Dalton (Text: Goscinny; Album 31 bei Dupuis; dt. Nr. 6 [Koralle] Heiße Hits aus Mexiko und Nr. 28 Tortillas für die Daltons). Letztes Album bei Dupuis.
- 1966 Le Chemin du crépuscule (2 Seiten, dt.: Der Weg zum Sonnenuntergang in Lucky Luke Gesamtausgabe 1965–1967 und Nr. 92 Ein Menü mit blauen Bohnen).
- 1967 La diligence (Text: Goscinny; Album bei Dargaud; dt. Nr. 15 Die Postkutsche) Erstes Dargaud-Album (in F.). Der Kutscher Hank, Spieler Scat und ein Barkeeper (Blatt 29) sind Karikaturen von Wallace Beery, John Carradine und Alfred Hitchcock. Charles E. Bolton (Black Beard) überfiel ab 1875 Postkutschen. Einige Elemente sowie die Landschaft des Westerns Stagecoach (dt.: Ringo, 1939) werden parodiert. Eine US-Ausgabe des Comics von 1995 hat den Titel The stage coach. In Comic Forum 21 wird eine Ähnlichkeit des Reverend der 1967 veröffentlichten Geschichte mit Robert Mitchum im Film 5 card stud (dt. Todfeinde) behauptet; der Film erschien jedoch erst 1968.
- 1967 Lucky Luke et le 7ème art (dt.: Lucky Luke und die Siebte Kunst in Lucky Luke Gesamtausgabe 1965–1967).
- 1967/68 Le pied-tendre (Text: Goscinny; Album b. Dargaud; dt. Nr. 16 Das Greenhorn). Diese Geschichte sowie La diligence wurden in Frankreich noch als Fortsetzungsgeschichten in Spirou bei Dupuis, als Alben jedoch bereits bei Dargaud veröffentlicht. Morris hat im Butler Jasper dabei eine Figur aus der Komödie von Leo McCarey, Ruggles of Red Gap (1935), parodiert.
- 1968 Dalton City (Text: Goscinny; Album b. Dargaud; dt. Nr. 1 [Koralle, als Zack Comic Box 3] Dicke Luft in Dalton City, Nr. 36 Dalton City). Der einzige Band, in dem die beiden mittleren Dalton-Brüder William und Jack über die Statistenrolle hinauskommen und – in gewissem Rahmen – einen eigenständigen Charakter entwickeln. In den Zeichnungen ist Jack kleiner als William (wie bereits in Les cousins Dalton und Tortillas pour les Dalton, etwas exakter: Zeichnung und Text können nicht beide zugleich richtig sein, zudem ist – auch in anderen Alben –, wohl aus semantischen Gründen, im Text die Aufzählung Joe, Jack, William, Averell gebräuchlich). Im Text behauptet Joe, dass Jack, im Vergleich zu William, noch ein Kind sei. Lulu Carabine ist wahrscheinlich von Mae West inspiriert, jedoch nicht deren Karikatur, wie oft falsch behauptet wird.
- 1968 Défi à Lucky Luke (9 Pocket-Seiten, Text: Goscinny, dt.: Aller Anfang ist schwer! in Nr. 78 Die Reisschlacht).
- 1968 Arpèges dans la vallée (16 Pocket-Seiten, Text: Goscinny, dt.: Aus Liebe zur Musik in Nr. 78 Die Reisschlacht).
- 1969 Jesse James (Text: Goscinny; Album b. Dargaud; dt. Nr. 4 [Koralle] Lucky Luke und der Rächer der Enterbten, dt. Nr. 38). Neben Jesse James werden sein Bruder Frank, Cole Younger und Cosmo Smith und Fletcher Jones, zwei Pinkerton-Detektive, dargestellt. Die naiven Detektive erinnern an die unbeholfenen Polizisten Dupont und Dupond (dt. Schulze und Schultze) aus Tim und Struppi.[9]
- 1969 Promenade dans la ville (8 Pocket-Seiten, Text: Goscinny, dt.: Spaziergang durch die Stadt in Nr. 78 Die Reisschlacht)
- 1969 La bataille du Riz (16 Pocket-Seiten, Text: Goscinny, dt. in Nr. 78 Die Reisschlacht). Gemeinsam mit den vorstehenden Geschichten handelt sich um vier für das TB-Format konzipierte Kurzgeschichten (Umfang insgesamt: 49 Blatt), welche sowohl in Frankreich als auch in der BRD im TB herauskamen. Vergrößert auf Albenformat ließ in Frankreich die Tankstellenkette TOTAL eine Auflage herausgeben, Blatt 9 der namensgebenden Geschichte fehlt in diesem Druck. Das ähnlich gestaltete Ehapa-Album von 2005 (Nr. 78) enthält alle 49 Blätter, der richtige Titel der ersten Geschichte lautet Défi à Lucky Luke, die Belohnung für die Daltons wurde auf $100.000.000 erhöht (in der Originalversion weist Billy den teuersten Kopf auf, womit Blatt 2 auch mehr Sinn ergibt).
- 1969/70  Western Circus (Text: Goscinny; dt. Nr. 12 [Koralle] und Ehapa Nr. 62). Erasmus Mulligan ist eine Karikatur von W. C. Fields; auf der letzten Seite gibt es mit dem Pemmikan, das die Indianer mit nach Europa nehmen wollen, eine Anspielung auf den ebenfalls von Goscinny getexteten Comic Umpah-Pah.
- 1970/71 Canyon Apache (Text: Goscinny; dt. Nr. 13 [Koralle] und Nr. 61 Der Apachen-Canyon). Mehrere Ähnlichkeiten mit Western: Die Strategie der Indianer, der Regimentschor und der irische Unteroffizier könnten aus Rio Grande (1950) sein. Der Oberst hasst die Indianer ähnlich wie Owen Thursday aus Bis zum letzten Mann (1948). Sein Verhalten ist motiviert mit der lange zurückliegenden Entführung seines Sohnes durch die Indianer, als dieser noch ein Kind war. Damit entspricht er Ethan Edwards aus The Searchers (1956) (dt. Der schwarze Falke). Alle drei Western sind von John Ford, Morris hat geäußert, dass er sich von Fords Western gern beeinflussen ließ. Das Fort liegt in Texas, der Oberst ließ Lucky Luke aber nach Albuquerque (New Mexico) zur Aburteilung führen. Die deutsche Übersetzung lässt die irischen Soldaten deutsche Volkslieder singen, und der Ruf von Patronimo „Werft den ersten Stein!“ ist natürlich eine Anspielung auf die Bibelstelle Johannes 8 („Wer ohne Schuld ist, werfe den ersten Stein.“).
- 1971 Ma Dalton (Text: Goscinny; dt. Nr. 7 [Koralle] Ma Dalton’s saubere Früchtchen, Ehapa Nr. 47). Ein Gruppenbild im Schlafzimmer des Gefängnisdirektors ist auf 1880 datiert. Aus den Dialogen geht hervor, dass Joe der älteste und Averell der jüngste der Brüder ist. Ein sehr persönlicher Dialog zwischen Joe und seiner Mutter zeigt auch, wie viel mehr Spielraum sich die Autoren bei der Charakterisierung der Daltons im Vergleich zu Lucky Luke nahmen.
- 1972 Chasseur de primes (Text: Goscinny; dt. Nr. 2 [Koralle, als Zack Comic Box 5] Lucky Luke und der Kopfgeldjäger, Ehapa Nr. 43 Der Kopfgeldjäger). Das Album enthält mit Elliot Belt die sehr bekannte Karikatur Lee van Cleefs. Die Maske des Medizinmanns entspricht dem Aussehen von Frankensteins Monster in der in den 30er Jahren von Boris Karloff dargestellten Version.
- 1973 Le Grand Duc (Text: Goscinny; dt. Nr. 3 [Koralle, als Zack Comic Box 7] Lucky Luke und der Großfürst, Ehapa Nr. 46 Der Großfürst). Es ist leicht zu sehen, zu welcher Zeit und unter welchen Umständen die Ehapa-Übersetzung zustande kam: Der Spieler Claude heißt J.R., Jolly Jumper nennt den Großfürsten Bobby, Bobby (statt Dingo Dingo) – bei Koralle blieb beides unverändert. Der simulierte Indianerüberfall ist eine Parodie auf Potemkinsche Dörfer: mit Fassaden täuschtngeblich schöne Dörfer und Wohlstand auf der Krim vor.
- 1973 L’héritage de Ran-Tan-Plan (1973, Text: Goscinny; dt. Nr. 5 [Koralle] Lucky Luke und die verrückte Erbschaft, Ehapa Nr. 53 Die Erbschaft von Rantanplan). Mark Twain (1835–1910) tritt (weißhaarig) auf.
- 1974 Un desperado à la dent de lait (6 Seiten, Text: Goscinny, dt.: Der Desperado mit dem Milchzahn in Nr. 66 Eine Woche Wilder Westen).
- 1974 L’hospitalité de l’Ouest (6 Seiten, Text: Goscinny, dt.: Gastfreundschaft im Wilden Westen in Nr. 66 Eine Woche Wilder Westen).
- 1974 Maverick (6 Seiten, Text: Goscinny, dt.: Maverick in Nr. 66 Eine Woche Wilder Westen).
- 1974 L’égal de Wyatt Earp (6 Seiten, Text: Goscinny, dt.: Ein Mann wie Wyatt Earp in Nr. 66 Eine Woche Wilder Westen).
- 1974 Le colporteur (6 Seiten, Text: Goscinny, dt.: Der fliegende Händler in Nr. 66 Eine Woche Wilder Westen).
- 1974 Passage dangereux (6 Seiten, Text: Goscinny, dt.: Gefährliche Überfahrt in Nr. 66 Eine Woche Wilder Westen).
- 1974 Sonate en colt majeur (6 Seiten, Text: Goscinny, dt.: Sonate in Colt-Dur in Nr. 66 Eine Woche Wilder Westen). Gemeinsam mit den vorstehenden sechs Geschichten erfolgte die Albenveröffentlichung 1974 unter dem Sammeltitel 7 histoires complètes  (dt. Nr. 11 [Koralle] und Ehapa Nr. 66 Eine Woche Wilder Westen).
- 1975 Le cavalier blanc (Text: Goscinny; dt. Nr. 8 [Koralle] Lucky Luke und der weiße Reiter, Ehapa Nr. 50 Der weiße Kavalier). Hank Wally und Whittacker Baltimore sind Adaptionen der Schauspieler Andy Devine (nicht gesichert) und John Barrymore (gesichert).
- 1975 La guérison des Dalton (1975, Text: Goscinny; dt. Nr. 10 [Koralle] Die Daltons werden kuriert, Ehapa Nr. 54 Die Daltons und der Psycho-Doc). Der Arzt heißt in der französischen und den beiden deutschen Bearbeitungen Otto von Himbeergeist. Die Geschichte spielt zu einer Zeit, in der Sigmund Freud (1856–1939) ein Kind ist (der Verweis auf Österreich fehlt in der ersten dt. Bearb.).
- 1976 L’empereur Smith (Text: Goscinny; dt. Nr. 14 [Koralle] und Ehapa Nr. 57 Der Kaiser von Amerika). Die Geschichte spielt während Ulysses S. Grants Präsidentschaft (1869–1877). Smith ist eine Parodie auf Joshua Norton, den selbsternannten Kaiser der Vereinigten Staaten – inklusive dessen Vorlieben für die Verleihung fantasievoller Adelstitel und seines Briefwechsels mit Queen Victoria.
- 1977 Le fil qui chante (Text: Goscinny, dt. Nr. 18 Der singende Draht). 1861/1862, US-Präsident Abraham Lincoln ist auch zu sehen, ebenso der Mormonenführer Brigham Young. Das Kirchenlied, das die Telegrafenbauer mit den Mormonen in der deutschen Ausgabe singen („Bis hierher hat uns Gott gebracht“), steht heute noch so im evangelischen Gesangbuch. Der Zufall wollte es, dass die letzte reguläre Zusammenarbeit von Morris und Goscinny ein verkapptes Remake ihrer ersten Zusammenarbeit Des Rails sur la Prairie war (plus einem aus Kalifornien oder Tod (Band 39, im Original La Caravane) entliehenen Whodunit-Element). Morris’ Zeichnungen sind hier detailärmer als in den vorangegangenen Bänden, was fortan so bleiben sollte.

### Morris (1978–2002)
- 1978 La ballade des Dalton (Text: Morris, Goscinny; bei Dargaud im Album La ballade des Dalton et autres histoires, dt. Nr. 49 Die Dalton-Ballade u. a.). Comic-Version des zweiten Lucky-Luke-Films von 1978, auch im TB-Format publiziert. Die Vorabveröffentlichung erfolgte 1978 in Pif Gadget und kurz darauf in Spirou. Die im Film gut wirkende Parodie auf MGM-Mucials (Busby Berkeley, Esther Williams, Singin’ in the Rain, Frank Sinatra) fällt im Comic nicht so sehr auf. Der Notar ist eine Parodie auf Donald Meek (Stagecoach, [dt.: Ringo], 1939). Das Album La ballade des Dalton erschien 1978, und La ballade des Dalton et autres histoires erst 1986.
- 1978 Un amour de Jolly Jumper (7 Seiten, Text: Greg; bei Dargaud im Album La ballade des Dalton et autres histoires, dt. als Jolly Jumper: Ja, was hat er denn? in Nr. 49 Die Dalton-Ballade u. a.). Erstveröffentlichung in Spirou (9. November 1978).
- 1979 Paradise Gulch (Länge: 2 Seiten und 1 Streifen, Text: Goscinny, dt. in Lucky Luke Gesamtausgabe 1978–80 und in Nr. 92 Ein Menü mit blauen Bohnen). Erstveröffentlichung in Schtroumpf – Les Cahiers de la BD 43. Eine subtile Comic-Metapher zwischen Legende und Wirklichkeit: Luke trifft in Paradise Gulch, dem Pensionistenheim des Wilden Westens, auf alternde Filmschauspieler wie Gary Cooper, der täglich den Sheriff-Stern auf den Boden wirft, den nur mehr einäugigen Rin Tin Tin, sowie auf Roy Rogers (singender Cowboy) und William Boyd („Hopalong Cassidy“). Ohne auf Lukes Existenz als unvergängliche Comic-Figur einzugehen, rät ihm William S. Hart, den Ort zu verlassen.
- 1979 La corde du pendu (7 Seiten, Text: Vicq; bei Dargaud 1982 im Album La corde du pendu, dt. Der Galgenstrick in Nr. 42 Der Galgenstrick und andere Geschichten). Erstveröffentlichung in Spirou (29. November 1979). In der deutschen Fassung von La corde… wird Oakville zu Oaktown.
- 1979/80 Le magot des Dalton (Text: Morris & Vicq; dt. Nr. 27 Die Daltons auf Schatzsuche). Vorabveröffentlicht in VSD. Das Gefängnis, mit bereits bekannter Bauart (bisher häufig in Texas lokalisiert), ist dieses Mal das 1876 in Arizona gegründete Yuma Territorial Prison.
- 1980 La mine du chameau (6 Seiten, Text: Dom Domi; bei Dargaud 1982 im Album La corde du pendu, dt. als Die Kamelmine in Nr. 42 Der Galgenstrick und andere Geschichten). Erstveröffentlichung in Spirou (18. September 1980). Die Dromedare wurden 1856/57 von Lt. Edward F. Beale und dem arabischen Kameltreiber Hadschi Ali nach Arizona „importiert“.
- 1980 Les Dalton prennent le train, (6 Seiten, Text: Goscinny; bei Dargaud 1982 im Album La corde du pendu, dt. als Die Daltons nehmen den Zug in Nr. 42 Der Galgenstrick und andere Geschichten). Erstveröffentlichung in Spirou (16. Oktober 1980).
- 1980 Vas-y, Rantanplan! (7 Seiten, Text: Dom Domi, dt. als Fass, Rantanplan! in Lucky Luke Gesamtausgabe 1978–1980 und in Nr. 92 Ein Menü mit blauen Bohnen). Ein Preuße, in Anspielung auf Max von Stephanitz (einem Züchter Deutscher Schäferhunde), versucht Rantanplan und andere Hunde zu erziehen.
- 1981 Un lapon au Canada (6 Seiten, Text: Dom Domi, dt. als Ein Lappe in Kanada in Lucky Luke Gesamtausgabe 1978–80 und in Nr. 92 Ein Menü mit blauen Bohnen).
- 1981 Le bandit manchot (1981, Text: De Groot; dt. Nr. 33 Der einarmige Bandit). Vorabveröffentlichung 1981 in Télé Junior. 1888/1889, der „Boss“ ist eine Karikatur auf Louis de Funès.
- 1981 Règlement de comptes (6 Seiten, Text: Lodewijk; bei Dargaud 1982 im Album La corde du pendu, dt. als Damensolo in Nr. 42 Der Galgenstrick und andere Geschichten). Typisch Ehapa: In der deutschen Fassung wird Alexander Thunderfield zu E.T. Yewing.
- 1981 La bonne parole (4 Seiten, Text: De Groot; bei Dargaud 1982 im Album La corde du pendu, dt. als Die gute Nachricht in Nr. 42 Der Galgenstrick und andere Geschichten). Der (diesmal echte) Prediger Asbestos Misbeliever hat starke Ähnlichkeit mit dem falschen Prediger aus Die Postkutsche. Die Kurzgeschichte ist im deutschsprachigen Raum auch als Die frohe Botschaft bekannt.
- 1981 Li-Chi’s Story (8 Seiten, Text: De Groot; bei Dargaud 1982 im Album La corde du pendu, dt. als Die Li-Tschi-Story in Nr. 42 Der Galgenstrick und andere Geschichten).
- 1981 Le justicier (7 Seiten, Text: De Groot; bei Dargaud 1982 im Album La corde du pendu, dt. als Der Rächer in Nr. 42 Der Galgenstrick und andere Geschichten).
- 1982 Sarah Bernhardt (Text: Fauche & Léturgie; dt. Nr. 35). Vorabveröffentlichung 1982 in Matin de Paris. 1880. Neben Sarah Bernhardt tritt auch US-Präs. Rutherford B. Hayes (1877–1881) auf.
- 1983 Daisy Town  (Text: Goscinny, dt. Nr. 40). Vorabveröffentlichung 1983 in La Vie. Das ist die Comic-Version des Films von 1971, welcher seinerseits eine eher freie filmische Adaption der Comic-Figur Lucky Luke ist (im Rahmen des Films und dieses Comic sieht daher die Beziehung zwischen Lucky Luke und den Daltons etwas anders aus als in den anderen Alben). Der Kavallerie-Leutnant ähnelt Clark Gable.
- 1983 Fingers (Text: Van Banda; dt. Nr. 41). Vorabveröffentlichung 1983 in VSD. Lucky Luke hat mit dem Rauchen aufgehört.
- 1984 Le Daily Star (Text: Fauche & Léturgie; dt. Nr. 45 Der Daily Star). Vorabveröffentlichung 1984 in VSD. Auftritt von Horace Greeley. Der Laufbursche Quatsch soll den jungen Jack London darstellen, dem Lucky Luke später am Klondike wieder begegnen wird.
- 1985 La fiancée de Luky Luke (Text: Vidal; dt. Nr. 48 Die Verlobte von Lucky Luke). Vorabveröffentlichung 1985 in Télé Star. Auf der Landkarte ist die heutige US-Grenze zu Mexiko dargestellt.
- 1986 Le ranch maudit (12 Seiten, Text: Guylouis; dt. als Die Geister-Ranch in Nr. 58 Die Geister-Ranch u. a.). 1861. Christopher Lee, Groucho Marx als Captain Spaulding und A. Hitchcock treten auf. Das Haus ist eine Parodie auf Bates' Motel aus dem Film Psycho.
- 1986 La bonne aventure (10 Seiten, Text: Fauche & Léturgie; dt. als Die Hellseherin in Nr. 58 Die Geister-Ranch u. a.). Ein Steckbrief mit dem Konterfei von Morris (Beaver Kid) ist zu sehen.
- 1986 La statue (11 Seiten, Text: Guylouis; dt. als Die Statue in Nr. 58 Die Geister-Ranch u. a.).
- 1986 Le flume (11 Seiten, Text: Fauche & Léturgie; dt. als Die Rutsche in Nr. 58 Die Geister-Ranch u. a.). Vorabveröffentlichung dieser und der drei vorangehenden Kurzgeschichten 1986 in Télé Star.
- 1987 Nitroglycérine (Text: Van Banda; dt. Nr. 52 Nitroglyzerin). Parallelveröffentlichung zur Albumausgabe 1987 in Pif Gadget. 1862, Eisenbahnbau, Rivalitäten zw. Union Pacific Railroad und Central Pacific Railroad bilden den historischen Hintergrund.
- 1987 L’alibi (12 Seiten, Text: Claude Guylouis; dt. als Das Alibi in Nr. 55 Das Alibi und andere Geschichten).
- 1987 Athletic City (10 Seiten, Text: Claude Guylouis; dt. als Athletic City in Nr. 55 Das Alibi und andere Geschichten).
- 1987 Olé Daltonitos (10 Seiten, Text: Claude Guylouis; dt. als Olé Daltonitos in Nr. 55 Das Alibi und andere Geschichten).
- 1987 Un cheval disparaît (12 Seiten, Text: Claude Guylouis; dt. als Ein Pferd verschwindet in Nr. 55 Das Alibi und andere Geschichten). Vorabveröffentlichung dieser und der drei vorangehenden Kurzgeschichten 1987 in La Vie.
- 1988 Le Pony Express (Text: Fauche & Léturgie; dt. Nr. 56 Der Pony-Express). Vorabveröffentlichung 1988 in Pif Gadget. Hier wird erstmals gezeigt, dass nicht nur Lucky Luke schneller zieht als sein Schatten, sondern dass JJ auch schneller reitet als sein Schatten. Der Pony-Express wurde 1860 nach einer Initiative des Unternehmers William Hepburn Russell gegründet. Er führte den Linienpostdienst zwischen St. Louis, Missouri, und Sacramento, Californien, über eine Strecke von 3200 km durch und brauchte für die Strecke im Normalfall etwa 10 Tage, wofür etwa alle 300 km die Reiter gewechselt wurden. Nach Einrichtung der transkontinentalen Telegraphenleitung (siehe Der singende Draht) im Oktober 1861 wurde der Dienst wieder eingestellt. Er war ein finanzielles Desaster, begründete aber einen nationalen Mythos sowie den Ruhm vieler Reiter, unter anderem Buffalo Bill und Wild Bill Hickok, die auch im Comic auftreten.
- 1991 L’amnésie des Dalton (Text: Fauche & Léturgie; dt. Nr. 63 Gedächtnisschwund). Erstes Album von Lucky Productions. Averell verliert für einige Zeit seinen charakteristischen Hunger, auf Blatt 21A isst er nicht einmal die normale Portion. Im Gefängnis von Yuma gibt es in diesem Album keine Sträflingskugeln, Lucky Luke legt ihnen aber welche an.
- 1992 Chasse aux fantômes (Text: Van Banda; dt. Nr. 65 Die Jagd nach dem Phantom). Die „neue Winchester“, auf deren Lieferung Calamity Jane wartet, könnte das berühmteste Gewehr der Baureihe, die Winchester 73 (benannt nach dem Jahr der Markteinführung 1873) sein – bekannt als „the gun which won the west“. Darauf würde auch der Western Winchester ’73 mit James Stewart hindeuten. Aber auch in den Jahren 1876, 1886 und 1892 gab es wichtige Modellneuerungen (Auch John Wayne schleppt in fast allen seinen Filmen eine Winchester mit sich herum. Dummerweise meistens eine Winchester 92 oder 94, auch in den Filmen, die viel früher spielen). Der große Vorteil der Winchester 73 war, dass sie dieselben Patronen wie der Colt „Peacemaker“ verschoss.
- 1993 Les Dalton à la noce (Text: Fauche & Léturgie; dt. Nr. 67 High Noon in Hadley City). 1865, der Sheriff ist 59 Jahre alt. Die Geschichte ist eine Parodie des Western High noon (dt. Zwölf Uhr mittags). Neben der Haupthandlung, die dem Film-Drehbuch folgt, sind auch zahlreiche einzelne Gags direkte Anspielungen: Der Mexikaner spielt auf seiner Mundharmonika ständig das Hauptmotiv der Filmmusik (“Do not forsake me, oh my darling”); wie im Film wird ständig der Blick auf die Uhr gezeigt – hier allerdings auf die personalisierten Kuckucksuhren. Die Autoren haben außerdem versucht, die im Film wirksame Schnittfolge auf das Medium Comic zu übertragen. Bei Ehapa musste man es wieder besser wissen, statt Die Daltons auf der Hochzeit wählte man High Noon in Hadley City als deutschen Titel.
- 1994 Le pont sur le Mississippi (Text: Fauche & Léturgie; dt. Nr. 68 Die Brücke am Ol’ Man River). Pat Poker (Album 5) ist wieder zu sehen.
- 1995 Kid Lucky (Zeichnung: Morris & Pearce, Text: Pearce & Leturgie; dt. Lucky Kid 1: Am Fluss der rosa Biber und Album 82). Die Kavalleristen singen das Soldatenlied She Wore a Yellow Ribbon (auch der Titel eines Films von John Ford, dt.: Der Teufelshauptmann, 1949). Von der Thematik – Indianer entführen weiße Kinder und ziehen sie auf – gleicht die Handlung einem anderen Western von Ford, Two rode together (1961) (dt. Zwei ritten zusammen). Der kleine Luke lernt sein Pferd Jolly Jumper kennen. Morris tritt auf und möchte den kleinen Luke adoptieren.
- 1995 Belle Star (Text: Fauche, dt. Nr. 69). Billy the Kid, Jesse James, Belle Starr (hieß bis 1880 Myra Maybelle Shirley), Richter Isaac Charles Parker und sein Henker treten nebeneinander zur Zeit von Grants Präsidentschaft (1869–1877) auf. Mit Fort Smith und Younger’s bend (Fort Smith National Historic Site sowie der James-Younger-Gang) enthält die Geschichte weitere historische Aspekte. Joe Dalton erinnert daran, dass Lucky Luke seit dem ersten Album niemanden mehr erschossen hat.
- 1996 Le Klondike (Text: Yann & Léturgie; dt. Nr. 70 Am Klondike). Jack London, Charlie Chaplin und Szenen aus The Gold Rush (1925) (dt. Goldrausch) sind zu erkennen. Mit der Anspielung auf Doxey’s Elixier (Album 7) wird wie in den beiden letzten Alben an die ganz alten Geschichten erinnert (nachdem knapp zuvor in Deutschland diese Alben als Sonderausgabe herausgekommen sind). Der historische Goldrausch am Klondike River hatte seinen Höhepunkt 1896–1898.

| Jahr | Band     | Französischer Titel | Text                               | Zeichnung | Deutscher Titel                 | Seiten |
| ---- | -------- | --- | ---------------------------------- | --------- | ------------------------------- | ------ |
| 1997 | K 2      | Oklahoma Jim | Pearce & Léturgie                  | Pearce    | Oklahoma Jim                    | 44     |
| 1997 | K 2      | Mit dem Revolver dürfte eine Anspielung auf den Colt Single Action Army .45 (Colt „Peacemaker“) aus der Waffenfabrik von Samuel Colt (1814–1862) von 1873 gemeint sein. Nach neunjähriger Verlobungszeit heiratete die 1845 geborene Mrs. Zee 1874 ihren Vetter Jesse James. |                                    |           |                                 |        |
| 1997 | 66       | O.K. Corral | Adam & Fauche                      | Morris    | O.K. Corral                     | 44     |
| 1997 | 66       | Spielt auf den berühmten Gunfight at the O.K.Corral in Tombstone, Arizona, am 26. Oktober 1881 zwischen den verfeindeten Clans der Clantons und der Earps (unter Führung von Wyatt Earp) an. |                                    |           |                                 |        |
| 1998 | 67       | Marcel Dalton | Bob de Groot                       | Morris    | Marcel Dalton                   | 44     |
| 1998 | 67       | Der Gouverneur trägt den Namen Sam Pekinpah. Außerdem taucht mit Nathanael Flatshoe, dem fliegenden Händler aus Eine Woche Wilder Westen, eine weitere Figur aus einer frühen Geschichte auf. |                                    |           |                                 |        |
| 1999 | 92 (dt.) | Lucky Luke et Machine Gun Kid | Achdé                              | Achdé     | Lucky Luke und Machine Gun Kid  | 4      |
| 1999 | 92 (dt.) | Mit dieser Geschichte, in der Achdé auch textete und die ursprünglich in dem Album Hommage à Morris erschien, überzeugte der Zeichner derart, dass er bald darauf Morris' Nachfolger wurde. Lucky Luke (der hier nochmals zum Raucher wurde) trifft auf das alter Ego von Morris und hat eine Auseinandersetzung mit dem Vetter von Billy the Kid. Diese Geschichte wurde in S/W gedruckt. |                                    |           |                                 |        |
| 2000 | 68       | Le prophète | Patrick Nordmann                   | Morris    | Der Prophet                     | 44     |
| 2001 | 69       | L’artiste-peintre | Bob de Groot                       | Morris    | Der Kunstmaler                  | 44     |
| 2001 | 69       | Frederic Remington war ab 1883 in Kansas. |                                    |           |                                 |        |
| 2002 | 70       | La légende de l’ouest | Patrick Nordmann                   | Morris    | Eine Wildwest Legende           | 44     |
| 2002 | 70       | Die Daltons erlauben sich nur einen Scherz, wenn sie mit Kreuzen unterschreiben. |                                    |           |                                 |        |
| 2003 | 92 (dt.) | Le cuisinier français | Claude Guylouis                    | Achdé     | Der französische Koch           | 16     |
| 2003 | 92 (dt.) | Diese Geschichte entstand 2003 als Probearbeit von Achdé, der sich damit endgültig als Nachfolger von Morris qualifizieren konnte. |                                    |           |                                 |        |
| 2004 | 71       | La belle Province | Laurent Gerra                      | Achdé     | Schikane in Quebec              | 44     |
| 2004 | 71       | Namenspatronin des Originaltitels ist das Pferd Province. In mehreren Szenen tritt die kanadische Sängerin Celine auf. Ebenfalls zu sehen sind die beiden hierzulande wenig bekannten Musiker Robert Charlebois und Gilles Vigneault, sowie der Quizmaster Guy Lux, der zuvor schon in Asterix karikiert wurde im Band Die Trabantenstadt. Auf Planche 43A sagt der Mounty Captain Livingstone den Satz, mit dem sein berühmter Namensvetter David Livingstone von Henry Morton Stanley begrüßt wurde („Mr. Livingstone, I presume?“). Louis-Adélard Sénécal war Präsident zweier kanadischer Eisenbahnlinien von 1883 bis 1886. Wiederholt ist vom berühmten siebenschüssigen Colt Lucky Lukes die Rede, der schon 1954 in Lucky Luke et Phil Defer dit le Faucheux seinen ersten Auftritt hatte (Revolver mit mehr als sechsfächrigen Trommeln gab es tatsächlich). |                                    |           |                                 |        |
| 2004 | 92 (dt.) | Le pire Noël est arrivé! | Laurent Gerra                      | Achdé     | Stille Nacht, Rantanplan wacht! | 4      |
| 2006 | 72       | La corde au cou | Laurent Gerra                      | Achdé     | Die Daltons in der Schlinge     | 44     |
| 2006 | 72       | Auch in diesem Band finden sich wieder viele Anspielungen auf alte Morris-Alben. Zumindest die ersten 31 Seiten der Geschichte zeigen (stärker als in älteren Alben), wie sehr die Daltons im Geschehen dominieren. Luke hat bis dahin nur kurze Auftritte. Die Verlobungsfeier (Planche 18B) soll an das übliche Bankett am Ende einer Astérix-Geschichte erinnern. Comic-Darstellungen von John Wayne und Kirk Douglas gehen Luke zur Hand, ferner werden Liz Taylor und Joe Dassin karikiert. Raoul Cauvin und Willy Lambil, die Schöpfer der Comicserie Die blauen Boys, sind als Corporal Field und Sergeant Chesterblutch (Chesterfield und Blutch sind die Namen der Hauptfiguren ebenjener Serie) zu sehen. Ab Planche 32 werden der Panzerwagen und andere Elemente aus dem Western The War Wagon (1967) (dt. Die Gewaltigen) in den Comic eingebracht. Der unterste Streifen von Blatt 6 (Seite 8 des Albums) zeigte bei der Vorabveröffentlichung einen mit seinem Tabaksbeutel hantierenden Luke, der die gedrehte Zigarette jedoch Joe Dalton überreichte. Für die Albenversion wurde der Streifen zensiert oder ersetzt. |                                    |           |                                 |        |
| 2008 | 73       | L’homme de Washington | Laurent Gerra                      | Achdé     | Der Mann aus Washington         | 44     |
| 2008 | 73       | Thema dieses Bandes ist eine US-Präsidentenwahl. Hierbei treten die tatsächlichen Kandidaten der Wahl von 1876 auf. Daneben gibt es aber auch viele zeitgenössische Anspielungen, z. B. auf George W. Bush, Sarah Palin und Barack Obama. |                                    |           |                                 |        |
| 2010 | 74       | Lucky Luke contre Pinkerton | Daniel Pennac & Tonino Benacquista | Achdé     | Lucky Luke gegen Pinkerton      | 44     |
| 2010 | 74       | Im Band muss sich Lucky Luke mit Allan Pinkerton messen, dem Gründer der ersten Privatdetektei Amerikas. |                                    |           |                                 |        |
| 2011 | K3       | L’apprenti cow-boy | Achdé                              | Achdé     | Lucky Kid                       | 44     |
| 2011 | K3       | Dieser Band befasst sich erstmals seit 1997 wieder mit der Kindheit von Lucky Luke. Des Weiteren ist er der erste Band, der fast ausschließlich aus Einseitern besteht. |                                    |           |                                 |        |
| 2012 | 75       | Cavalier seul | Daniel Pennac & Tonino Benacquista | Achdé     | Auf eigene Faust                | 44     |
| 2012 | 75       | Die Daltons versuchen einzeln gegen Lucky Luke zu kämpfen. |                                    |           |                                 |        |
| 2013 | K4       | Lasso périlleux | Achdé                              | Achdé     | Ein starker Wurf                | 44     |
| 2013 | K4       | Dieser Band befasst sich wieder mit der Kindheit von Lucky Luke. Er besteht wieder hauptsächlich aus Einseitern. |                                    |           |                                 |        |
| 2014 | 76       | Les Tontons Dalton | Laurent Gerra & Jacques Pessis     | Achdé     | Meine Onkel, die Daltons        | 44     |
| 2014 | 76       | Die Geschichte der echten Daltons wird in diesem Band historisch korrekt wiedergegeben. |                                    |           |                                 |        |
| 2015 | K5       | Statue Squaw | Achdé                              | Achdé     | Martha Pfahl                    | 44     |
| 2015 | K5       | Dieser Band befasst sich wieder mit der Kindheit von Lucky Luke. Er besteht wieder hauptsächlich aus Einseitern. |                                    |           |                                 |        |
| 2016 | 77       | La Terre Promise | Jul                                | Achdé     | Das gelobte Land                | 46     |
| 2016 | 77       | In diesem Band empfängt Lucky Luke in Vertretung eines jüdischen Freundes dessen aschkenasische Familie in Amerika. Auf der gemeinsamen Reise durch den Westen haben Lucky Luke und seine Schützlinge einige Abenteuer zu bestehen. Der Band beinhaltet eine Fülle von Anspielungen auf das osteuropäische Judentum und die jiddische Sprache. Mit 46 Seiten ist dies die längste Lucky Luke Geschichte. |                                    |           |                                 |        |
| 2017 | K6       | Suivez la flèche | Achdé                              | Achdé     | Mitten ins Schwarze             | 44     |
| 2017 | K6       | Dieser Band befasst sich wieder mit der Kindheit von Lucky Luke. Er besteht wieder hauptsächlich aus Einseitern. |                                    |           |                                 |        |
| 2018 | 78       | Un cow-boy à Paris | Jul                                | Achdé     | Ein Cowboy in Paris             | 44     |
| 2018 | 78       | Lucky Luke begleitet den Erschaffer der Freiheitsstatue (Frédéric-Auguste Bartholdi) nach Paris und begegnet dort zahlreichen Figuren der Pariser Kunstszene wie Victor Hugo, Claude Monet, Arthur Rimbaud, Paul Verlaine und Gustave Eiffel. Dann begleitet er die (stürmische) Überführung der Statue in die USA und wohnt der Einweihung im Hafen von New York im Jahr 1886 bei. Der Band weist eine Fülle von Anspielungen auf die Literaturgeschichte auf (u. a. Madame Bovary). Er zitiert Hergés Kapitän Haddock und karikiert den frühen Lucky Luke: "Das Foto ist nicht aktuell! Da haben Sie eine Zigarette im Mund!" |                                    |           |                                 |        |
| 2019 | K7       | Kid ou double | Achdé                              | Achdé     | Volle Fahrt voraus              | 44     |
| 2019 | K7       | Dieser Band befasst sich wieder mit der Kindheit von Lucky Luke. Er besteht wieder hauptsächlich aus Einseitern. |                                    |           |                                 |        |
| 2020 | 79       | Un cow-boy dans le coton | Jul                                | Achdé     | Fackeln im Baumwollfeld         | 44     |
| 2020 | 79       | Lucky Luke erbt eine Baumwollfarm in den Südstaaten und muss sich dort für die Rechte der schwarzen Baumwollpflücker einsetzen. In der Geschichte gibt es eine Bildergalerie mit Porträts von Lucky Luke, welche die zeichnerische Entwicklung der Serie darstellen. |                                    |           |                                 |        |
| 2022 | 80       | L’Arche de Rantanplan | Jul                                | Achdé     | Rantanplans Arche               | 44     |
| 2022 | 80       | Lucky Luke muss zwischen Cowboys und militanten Tierschützern vermitteln. |                                    |           |                                 |        |

## Weitere Veröffentlichungen

### Rantanplan
Die Szenaristen dieses Spin-offs waren Jean Léturgie, Xavier Fauche, Bob de Groot und Éric Adam. Co-Zeichner war Michel Janvier, der bei einigen Bänden mehr zeichnete als der Meister selbst. Der vor allem als Kolorist bekannte Vittorio Leonardo (Studio Leonardo) wechselte zwischen Zeichnung und Szenario.
1. La mascotte – Das Maskottchen (1987)
2. Le parrain – Der Pate (1988)
3. Rantanplan otage – Die Geisel (1992)
4. Le clown – Der Clown (1993)
5. Le fugitif – Der Flüchtling (1994)
6. Le messager – Der Bote (1995)
7. Les cerveaux – Die Genies (1996, Morris, Vittorio, De Groot); 1875: Der bereits weißhaarige Prof. Stein (Parodie auf den 1879 geborenen Albert Einstein) und sein Kollege Frank (Parodie von Frankenstein) entführen Averell Dalton und Rantanplan. In ihren Experimenten machen sie Genies aus den beiden. Da Averell mit seinen Brüdern wieder Banken überfällt, macht Stein alles rückgängig. In dieser Geschichte legt Averell seinen Bruder Joe übers Knie (beim Boxen – Les Dalton dans le blizzard – ist Averell ebenfalls der Stärkere, eine Umkehr ist offenbar möglich, wenn Joe zornig ist). Lucky Luke hat nur zwei kurze Auftritte.
8. Le chameau – Das Kamel (1997)
9. Le grand voyage – Die große Reise (1998)
10. La belle et le bête – Die Schöne und die Bestie (2000)
11. Le noël de Rantanplan (2001)

### Lucky Luke Heftreihe
In den Jahren 1994/95 erschien bei Bastei eine monatliche Heftserie mit insgesamt 15 Ausgaben. Die Geschichten dafür schrieb Peter Mennigen in Anlehnung an die TV-Serie. Die Szenarien wurden vorher von Morris genehmigt, unter dessen Namen sie auch erschienen. Die Zeichnungen entstanden im spanischen Studio Ortega.
1. Der Kinnhaken Countdown
2. Einer Braut ins Auge geschaut
3. Zwei auf einen Streich
4. Knall auf Fall
5. Ein Ungetüm im Kostüm
6. Kevin - allein in der Prärie
7. Der Pechvogel
8. Unverhofft kommt oft
9. Billy the Kid will nicht mit
10. Ein Schiff versinkt - die Freiheit winkt
11. Ein harter Brocken
12. Eine Frau stiehlt den Daltons die Schau
13. Ein Schotte in der Prärie
14. Ein Richter aus dem Knast
15. Die Prärie-Piraten

### Lucky Kid
Diese Mini-Serie um den jungen Lucky Luke entstand 1995 und war vom Kleinen Spirou inspiriert. Als Szenaristen wurden Jean Léturgie und Pearce angegeben, die Zeichnungen teilten sich für die ersten zwei Bände Morris mit Pearce. Hinter dem selbstgewählten, gemeinsamen Pseudonym Pearce verbergen sich als Texter Yann Le Pennetier alias Yann und als Zeichner Didier Conrad. Seit 2012 setzt Achdé die Reihe der Kurzgeschichten um den jungen Luke fort. Zu den Kurzgeschichten schrieb er auch die Szenarien selbst. Sowohl in Frankreich als auch in Deutschland erschien nur der erste Band als eigenständige Publikation, das zweite Abenteuer war in Frankreich eine Beilage eines Lucky Luke-Albums, in Deutschland Bestandteil der Lucky-Luke-Reihe (Band 73). Der erste Band erschien mittlerweile erneut als Band 82 mit dem Titel Am Fluss der rosa Biber.
1. Kid Lucky – Am Fluss der rosa Biber (1995)
2. Oklahoma Jim – Oklahoma Jim (1997)
3. L’apprenti cow-boy – Lucky Kid (2012)
4. Lasso périlleux – Ein starker Wurf (2013)
5. Statue Squaw – Martha Pfahl (2016)
6. Suivez la flèche – Mitten ins Schwarze (2018)
7. Kid ou double – Volle Fahrt voraus (2020)

Siehe Kommentare zu den Ausgaben s. o. in der Alben-Liste.

### Lucky-Luke-Gesamtausgaben
Seit Oktober 2003 erscheint in Deutschland in der Ehapa Comic Collection eine Gesamtausgabe (Lucky Luke – Die Gesamtausgabe, zunächst dreimonatlich, nach einem Jahr zweimonatlich, ab Band 26 unregelmäßig), in der alle Geschichten in chronologischer Reihenfolge nachgedruckt werden, darunter auch einige bis dahin noch nie in Deutschland veröffentlichte Geschichten. Die gebundenen Bücher enthalten üblicherweise jeweils drei albenlange Geschichten sowie kurze Artikel mit zusätzlichen Informationen und kommen so auf je etwa 160 Seiten. Das erste Buch dieser Ausgabe enthält Abenteuer aus der Zeit von 1955 bis 1957. Aufgrund von Beschwerden der Fans wurde die von Morris 1975 überarbeitete Kurzgeschichte Dicke Luft in Pancake Valley in der zweiten Auflage durch die Urversion von 1955 ersetzt (im Band 1978–1980 wird von einem „Fehlgriff in der Druckerei“ gesprochen). Der ältere, noch von Morris getextete Stoff aus der Zeit von 1946 bis 1954 wurde später in zwei weiteren Bänden nachgereicht. Die Gesamtausgabe ist nicht nummeriert, sondern orientiert sich an den Jahreszahlen der Erstveröffentlichungen der Alben. Die Gesamtausgabe enthält in ihren fünf jüngsten Bänden bereits Material, das nach Morris' Tod entstand. Nicht enthalten ist der Ableger um Rantanplan, Lucky Kid dagegen schon. Die Serie umfasst bisher die Jahre 1946 bis 2020 und kommt auf 29 Bände mit zusammen ca. 4.700 Seiten.
Seit Anfang 2021 erscheint bei Egmont Ehapa eine neue, zweite Lucky Luke Gesamtausgabe, die chronologisch mit den Comics ab 1946 startete und über einen erheblich umfangreicheren Informationsteil verfügt, verfasst von Christelle und Bernard Pissavy-Yvernault. 2025 erschien der sechste Band.

### Der Betrug
Im März 2008 veröffentlichten der FÖD Wirtschaft, K.M.B., Mittelstand und Energie (Belgien), die Verbraucherbehörde Consumentenautoriteit (Niederlande) und die Ministerien für Mittelstand, Tourismus, Wohnungswesen, Wirtschaft und Außenhandel (Luxemburg) eine 24-seitige, kostenlose Warnbroschüre zum Thema Betrugsfälle. Sie beinhaltet u. a. zehn Lucky-Luke-Einseiter vom Zeichner Vittorio Leonardo. Die kostenlose Broschüre wurde auf Niederländisch, Französisch und Deutsch gedruckt und war schnell vergriffen. Sie konnte bei der FÖD kostenlos abgerufen werden.

### Hommagen
Seit dem 70-jährigen Jubiläum Lucky Lukes erscheinen seit 2016 Hommagen von verschiedenen Künstlern:
1. Der Mann, der Lucky Luke erschoss, 2016 (Matthieu Bonhomme – L’homme qui tua Lucky Luke), ISBN 978-3-7704-3925-6
Matthieu Bonhommes Hommage stellt einen realistischeren und düsteren Lucky Luke dar.
2. Jolly Jumper antwortet nicht, 2017 (Guillaume Bouzard – Jolly Jumper ne répond plus), ISBN 978-3-7704-3926-3
Erzählt eine überzeichnete Geschichte um Jolly Jumper.
3. Lucky Luke sattelt um, 2019 (Mawil), ISBN 978-3-7704-4060-3
Der erste von einem deutschen Comiczeichner gestaltete Lucky-Luke-Comic. Darin durchquert Lucky Luke den nordamerikanischen Kontinent auf dem Fahrrad. Das Album wurde im Juni 2021 auch unter dem Titel Lucky Luke se recycle auf Französisch veröffentlicht, ISBN 978-2-88471-462-4[13]
4. Lucky Luke – WANTED, 2021 (Matthieu Bonhomme – Lucky Luke – WANTED), ISBN 978-3-7704-0111-6
Matthieu Bonhommes zweite Hommage bringt Lucky Luke in die feine Gesellschaft dreier Schwestern. Der Buchrücken titelt: Im Krieg und in der Liebe ist alles erlaubt. Wer zuerst küsst ….
5. Zarter Schmelz, 2021 (Ralf König), ISBN 978-3-7704-0500-8
Zum Schutz von Schweizer Milchkühen engagiert, trifft Lucky Luke auf schwule Cowboys, Sitting Butch und Calamity Jane. Das Album wurde im Oktober 2021 auch unter dem Titel Choco-boys auf Französisch veröffentlicht.
6. Die Ungezähmten, 2024 (Blutch), ISBN 978-3-7704-0902-0
Nachdem er einen Kleinkriminellen hinter Gitter gebracht hat, stellt Lucky Luke fest, dass dessen minderjährige Geschwister nun auf sich allein gestellt in einer abgelegenen Waldhütte hausen. Er fühlt sich verpflichtet, sich um die beiden verzogenen Gören zu kümmern, muss aber sehr schnell einsehen, dass dies kein Kinderspiel wird.

Bereits 1989 erschien im Alpha-Comic Verlag die Parodie Rocky Luke, ISBN 978-3-89311-079-7
.

## Verfilmungen und Spiele

### Zeichentrickfilme
Es entstanden vier Zeichentrickfilme mit Lucky Luke:
- Lucky Luke (1971)
- Lucky Luke – Sein größter Trick (1978). Der deutsche Titelsong wurde von Reinhard Mey gesungen.[14]
- Lucky Luke – Das große Abenteuer (1983)
- Lucky Luke – Auf in den Wilden Westen (2007)

Außerdem entstanden drei Zeichentrickserien mit jeweils 52 Folgen:
- Lucky Luke (1983–1991, seit 2005 auch auf DVD erhältlich). Der deutsche Titelsong wurde in der ersten Staffel von Freddy Quinn gesungen.[15]
- Lucky Luke – Die neuen Abenteuer (2001, seit 2010 auch auf DVD erhältlich)
- Kid Lucky (2020)

### Realverfilmungen
- Atını Seven Kovboy (1974), mit Sadri Alışık als Lucky Luke (der in der Türkei Red Kit heißt). Aydın Babaoğlu spielte Joe Dalton, zudem agierte u. a. Figen Han.
- Lucky Luke (1991), mit Terence Hill als Hauptdarsteller. Der Film war ein Überraschungserfolg. Er war eigentlich der Pilotfilm zu einer achtteiligen Fernsehserie (1992), der hierzulande auch im Kino gezeigt wurde.
- Lucky Luke – Der neue Film (1991), hierbei handelt es sich um keinen eigenständigen Film, sondern um einen Zusammenschnitt der Serienepisoden Ma Dalton ist und bleibt einmalig sowie Ein schöner Zug von Geisterhand.
- Die Daltons gegen Lucky Luke (2004), mit Til Schweiger in der Rolle des Cowboys. Die Hauptrolle haben aber die Brüder Dalton inne. Der Film bekam eher schlechte Kritiken und war ein Flop.
- Lucky Luke (2009), mit Jean Dujardin als Lucky Luke unter der Regie von James Huth.

### Dokumentationen
- Lucky Luke – Unser liebster einsamer Cowboy, 52-minütige Fernsehdokumentation von Guillaume Podrovnik (Arte, Frankreich 2016)

### Videospiele
Es sind mehrere Videospiele für verschiedene Plattformen erschienen.
- Lucky Luke: Nitroglyzerin (C64, Amstrad CPC, Atari ST, 1987)
- Lucky Luke (1997 Game Boy)
- Lucky Luke (1997 Super Nintendo)
- Lucky Luke (1996 CD-i)
- Lucky Luke: Den Daltons auf der Spur (1998 PlayStation, 2000 Windows)
- Lucky Luke: Banditen Express (2000 Game Boy Color)
- Lucky Luke: Im Westernfieber (2001 PlayStation, Windows)
- Lucky Luke: Wanted! (2001 Game Boy Advance, Remake des Super Nintendo-Spiels)
- Lucky Luke: Der singende Draht (2002 Windows)
- Lucky Luke: Go West (2007 Nintendo Wii, Windows)
- Lucky Luke: Die Daltons (2008 Nintendo DS)

## Briefmarken und Münzen

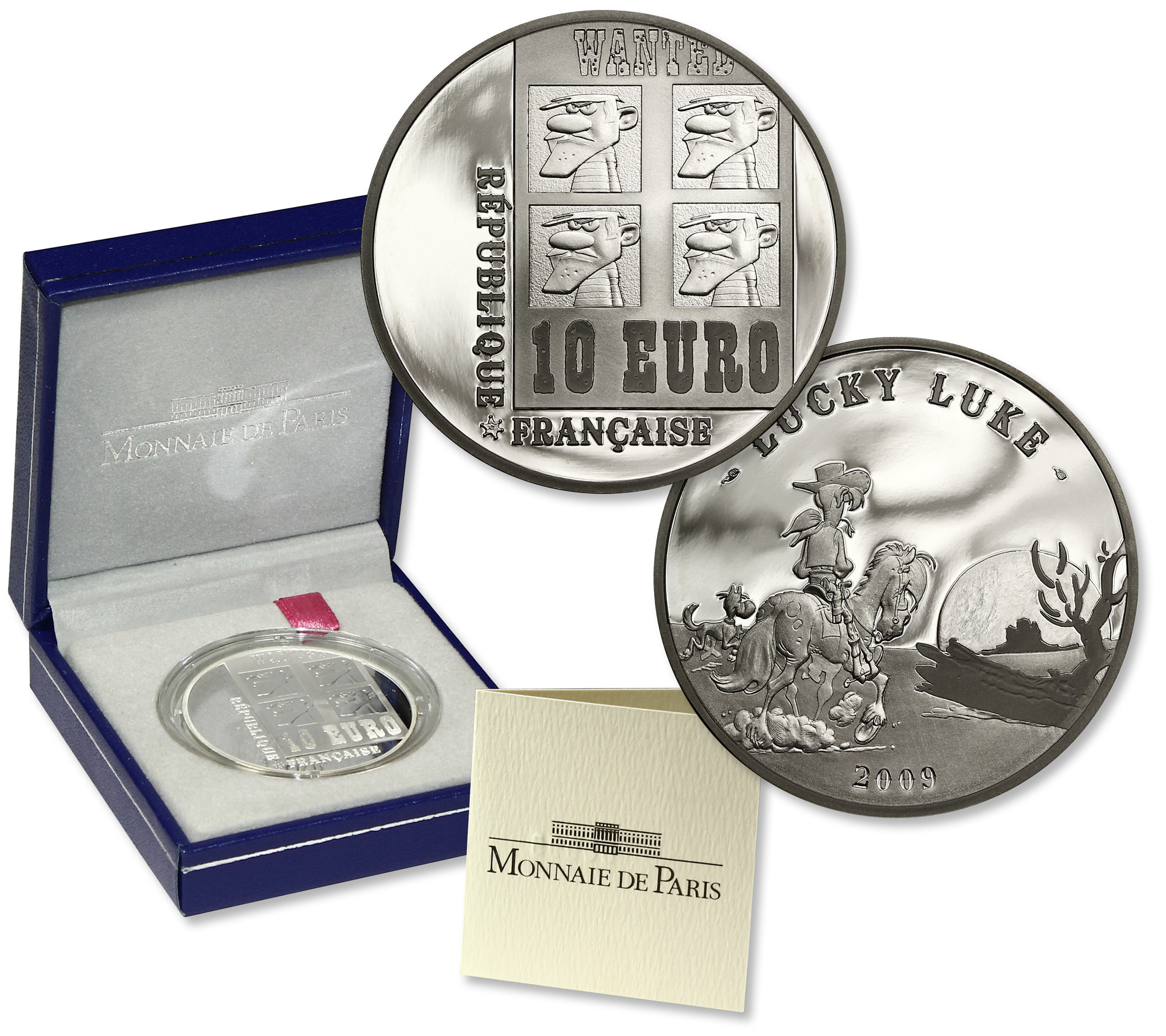
Lucky Luke Sondermünze von 2009

Am 2003 erschienen bei der Französischen Post 2 Motive von Lucky Luke zu je 0,46 Euro. Eine davon war ein Briefmarkenblock und hatte einen 0,09 Euro Zuschlag.
Am 15. Oktober 1990 brachte die belgischen Post eine Lucky Luke Briefmarke zu 10 Franc heraus. Am 17. September 2012 erschien eine weitere Marke von Lucky Luke und Jolly Jumper. 2015 gab es ein Markenheft mit 10 verschiedenen Motiven aus den Lucky Luke Comics bei der belgischen Post.
2009 erschien eine 10-Euro-Sondermünze mit den Motiven von Lucky Luke und den Daltons. 2021 brachte die Monnaie de Paris zum 75-jährigen Jubiläum von Lucky Luke eine 10-Euro-Silbermünze, eine 50-Euro-Silbermünze und eine 100-Euro-Goldmünze heraus.